# 한국의 역사
한국의 역사 또는 한국사(韓國史)는 선사 시대부터 현대까지 동아시아의 한반도, 만주, 연해주 지역을 바탕으로 전개된 한국의 역사이다.
한국사의 시대 구분은 구석기 시대에서부터 신석기 시대, 청동기 시대, 철기 시대로 구분되는 선사시대와 고조선의 성립 이후 원삼국 시대, 삼국 시대, 남북국 시대, 후삼국 시대까지의 고대, 고려 시대인 중세, 조선 시대인 근세, 대한제국 수립 이후 오늘날까지의 근·현대 등으로 구분된다.
한국의 역사는 고찰하고자 하는 영역에 따라 한국의 경제사, 한국의 생활사, 한국의 정치사와 같이 분야별 역사로 나뉘어 다루어지기도 한다.

## 선사 시대
한국의 선사시대는 구석기 시대 후기로부터 시작되며, 약 70만 년 전에서 청동기 시대까지의 시기에 해당된다. 한국 고고학계에서는 한반도에서 발굴된 유물 및 유적을 바탕으로 동아시아의 발굴 성과와 연계하여 연구하고 있다. 이 시기에는 글로 기록을 하지 않았던 것으로 보인다.

### 구석기 시대
기원전 70만년 전부터 기원전 20030 경까지 시기에 해당된다. 약 70만 년 전부터 한반도에 사람들이 정착하여 살기 시작한 것으로 보이며, 충청북도 단양군의 금굴, 평안남도 상원의 검은모루 동굴, 덕천군의 승리산 동굴 최하층 유적, 충청남도 공주시 석장리 등에는 기원전 109만년 경의 뗀석기와 동물 뼈조각 유적이 발견되고 있다. 한반도에서 발견된 초기의 인골은 약 10만년 전의 평양시 역포구역에서 발견된 역포인과 덕천군 승리산의 중층에서 발견된 덕천인과 단양 상시바위그늘에서 발견된 기원전 3만 9천년 경의 남성 아래턱뼈 상시인 등이 그들로, 이들은 호모 하이델베르켄시스에 해당되는 것으로 비정된다. 기원전 4만 년 경에 현생 인류가 출현하면서 기원전 3만년 경에 한반도에 도래, 주변 환경에 적응하면서 작은 씨족 사회가 서서히 생겨난 것으로 보고 있다.
한민족의 기원과 관련하여 구석기 시대의 인류가 자생하여 지금까지 이어지고 있다는 주장이 있으나 이에 대한 실증적 자료는 없다. 1962년 함경북도 웅기 굴포리를 시작으로 공주시 석장리, 제천군 점말동굴, 덕천 승리산 동굴 등에서 구석기 시대의 인골 발굴이 늘어나고 있으나 아직까지는 체질적인 특징을 확인할 수 있는 유골이 발견되지는 않고 있다.
- 연천 전곡리 유적: 전곡리 유적은 1979년부터 1992년까지 10여 차례의 발굴 결과 전기 구석기 유물이 대량으로 출토된 중요한 유적이다. 경기도 연천군 전곡면 전곡리에 있는 해발 61m의 낮은 구릉지대에서 다섯 군데의 유적이 발굴되었다. 발굴된 유적으로는 주먹도끼, 박편도끼, 뾰족찍개 등이 있다. 전곡리 석기는 대부분 석영이나 규암으로 된 자갈을 이용한 것으로 큰 자갈의 박편을 떼어낸 뗀석기나 작은 자갈을 다듬은 원핵석기가 많다.[7]

### 대표 유적
- 공주 석장리 유적
- 단양 금굴 유적
- 단양 상시리 유적
- 청원 두루봉 유적
- 제천 홍수굴 유적
- 제천 점말 유적

### 중석기 시대
한국의 중석기 시대(또는 고신석기 시대)는 약 1만 년 전 부근의 구석기 시대에서 신석기 시대로 진행하는 과도기에 해당되며, 학자에 따라서는 중석기를 인정하지 않기도 하는 등, 동아시아 중석기 시대의 구분과 함께 다양한 이론(異論)이 존재한다. 양양 오산리 유적, 홍천 하화계리 유적, 김해 패총 하층, 제주 빌레못 굴 등에서 발견된 유적들이 중석기 시대의 유적으로, 이들은 구석기인이 중석기시대까지 한반도에 정착한 유형 혹은 초기 신석기인의 유적으로 본다.

### 신석기 시대

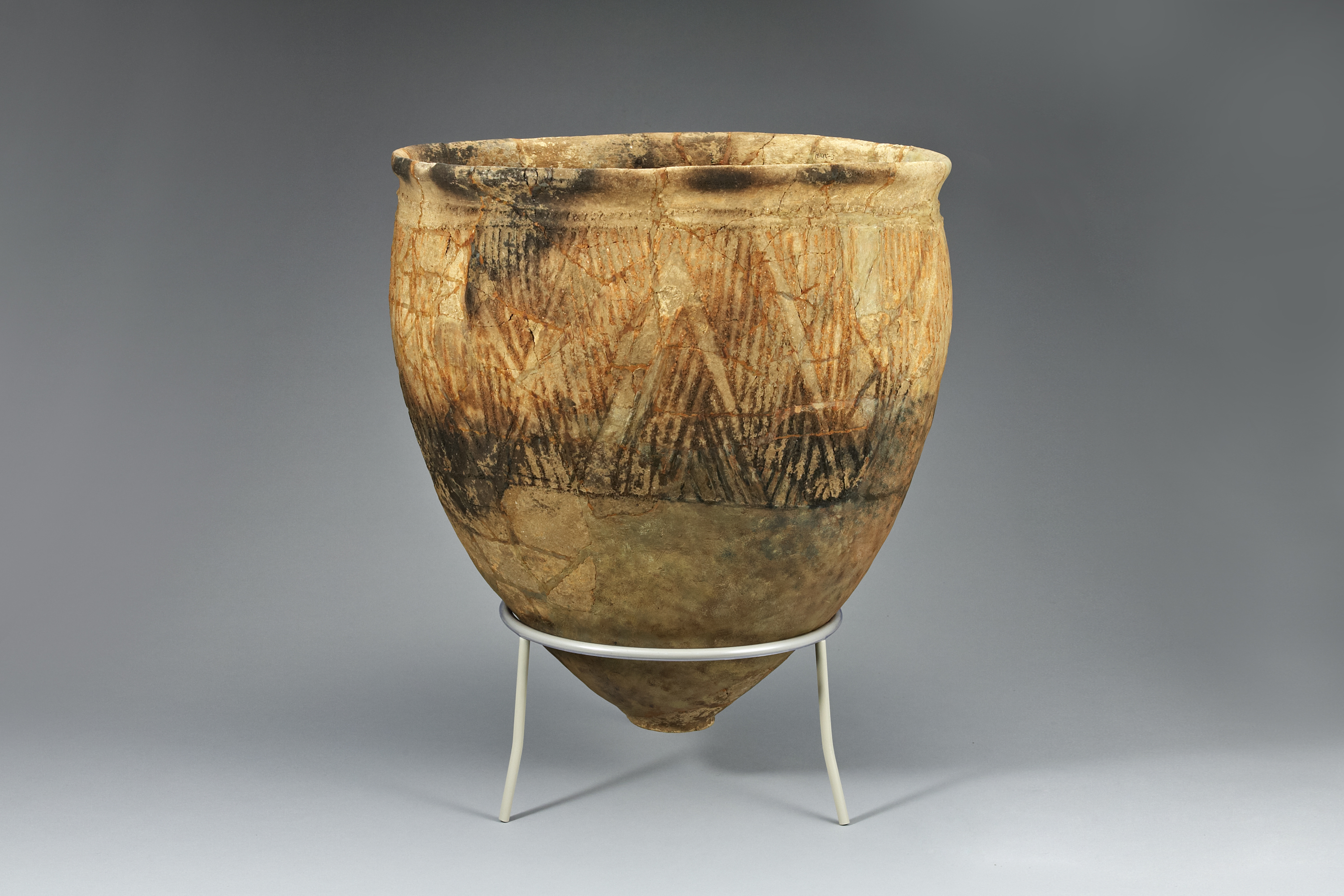
덧무늬토기, 부산 동삼동 출토

빗살무늬토기, 서울 암사동 출토

신석기 시대는 구석기 시대와 달리 돌을 갈아 만든 간석기가 쓰인 시대이다. 한국의 신석기 시대는 기원전 약 1만 년 전에서 4천 년 전의 시기에 해당된다.
한국의 신석기 시대를 대표하는 유물로는 간석기를 비롯하여 빗살무늬토기와 덧무늬토기가 있다. 덧무늬토기는 한반도 남부의 일부 지방에서 발견되며, 빗살무늬토기는 한반도 전역에서 출토되었다. 이때문에 한국의 신석기 문화를 빗살무늬토기 문화라고도 한다. 간석기는 신석기 초기부터 쓰였으나 농기구나 무기에 간석기를 본격적으로 쓰기 시작한 것은 중기 이후이다.
특히 울산 대곡리반구대암각화 (국보 제 285호)는 신석기시대에 조성된 바위그림으로 선사인의 생활상이 잘 나타나 있다.

### 대표 유적
- 울주 대곡리 반구대 암각화 (국보 제 285호)

## 상고 시대

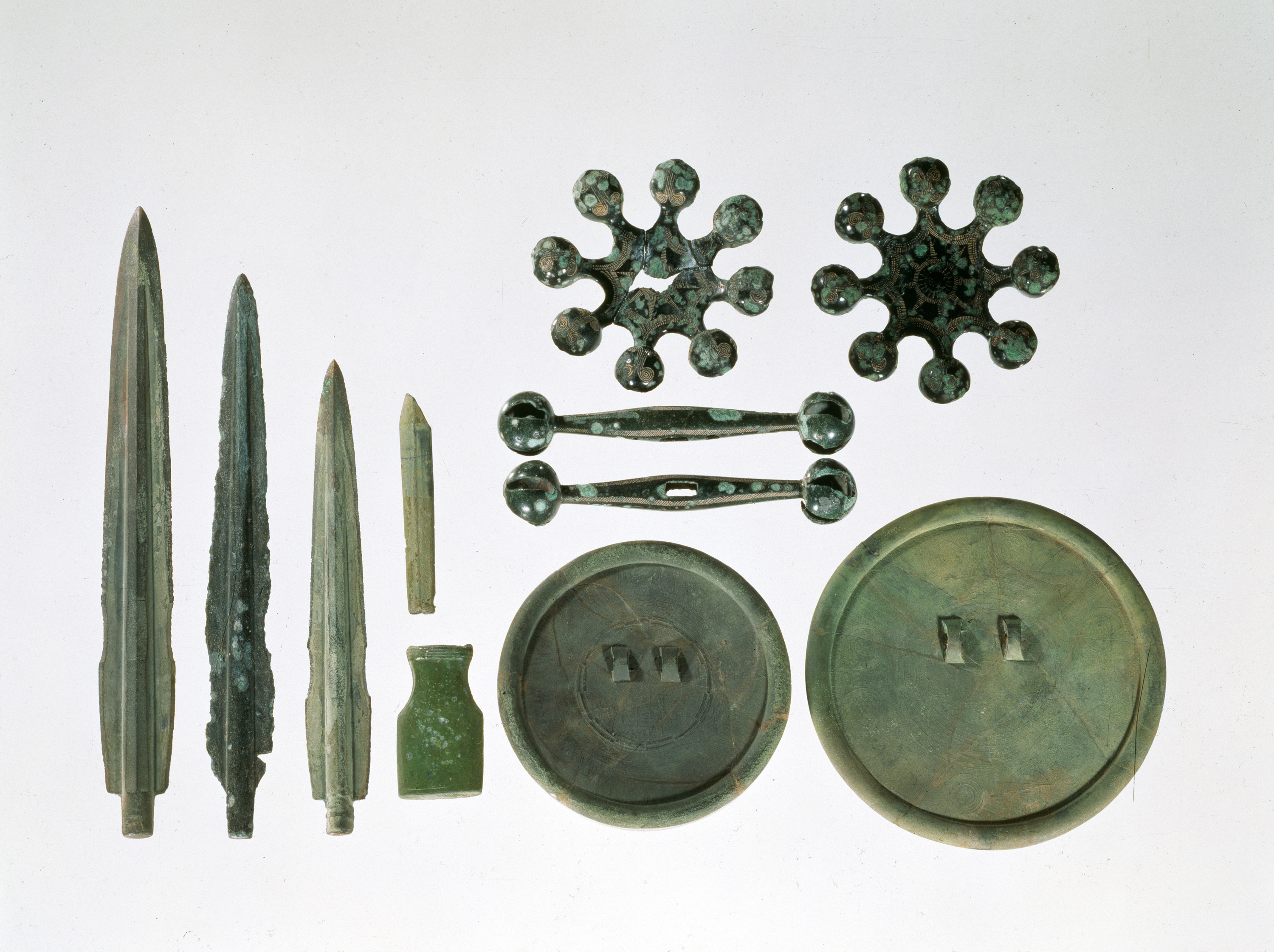
화순 대곡리에서 출토된 청동기 유물 일괄

상고 시대는 청동기 시대에서 초기 국가성립까지를 가리키는 시대구분이다. 한국의 상고 시대는 기원전 약 2000년 ~ 서기 300년경의 시기에 해당된다.
상고 시대의 중요한 사건은 국가의 형성이다. 그러나, 한국사 학회에서는 최초의 국가가 어떻게 세워졌는지에 대해 의견이 엇갈리고 있다. 한국의 고대국가 형성에 대해서는 부족집단에서 출발하여 국가를 이루었다는 부족국가설, 추장과 같은 지도자의 권력이 커지면서 국가가 성립되었다는 군장국가설, 마을 단위로 모여살던 사회가 국가의 기원이 되었다는 성읍국가설 등이 있다. 1940년대 이후 주장되어온 부족국가설은 1960년대 이후 많은 비판을 받아 오늘날에는 학계의 지지를 얻지 못하고 있다. 반면 1960년대와 1970년대에 제안된 군장국가설과 성읍국가설은 서로 고고학적 연구결과와 고대사회 경제, 정치 관계에 대한 연구 성과를 근거로 토론이 계속되고 있다. 1990년 성신여자대학교 사학과가 출판한 《한국사》에서는 성읍국가설을 채택하고 있고, 서울대학교 출판부의 《한국사특강》은 고조선의 출현을 군장국가설에 의거하여 설명하고 있다.

### 청동기 시대
청동기 시대는 기원전 약 2000~300년의 시기에 해당된다.
이 시기는 농경의 발달로 잉여 생산물이 생기고 청동기가 사용되면서 사유 재산 제도와 계급이 발생하였다. 그 결과, 부와 권력을 가진 족장(군장)이 출현하였고, 성읍국가로 발전되었다고 추측된다. 이 시기의 대표적인 유적으로 고인돌, 비파형 동검, 미송리식 토기 등이 있다. 부족장은 세력을 키워 주변 지역을 아우르고, 마침내 국가를 이룩하였다. 국가가 이룩이 됨으로써 인구가 상승하고 약속이 필요하자 법이 생겨난 것이다.

### 고조선

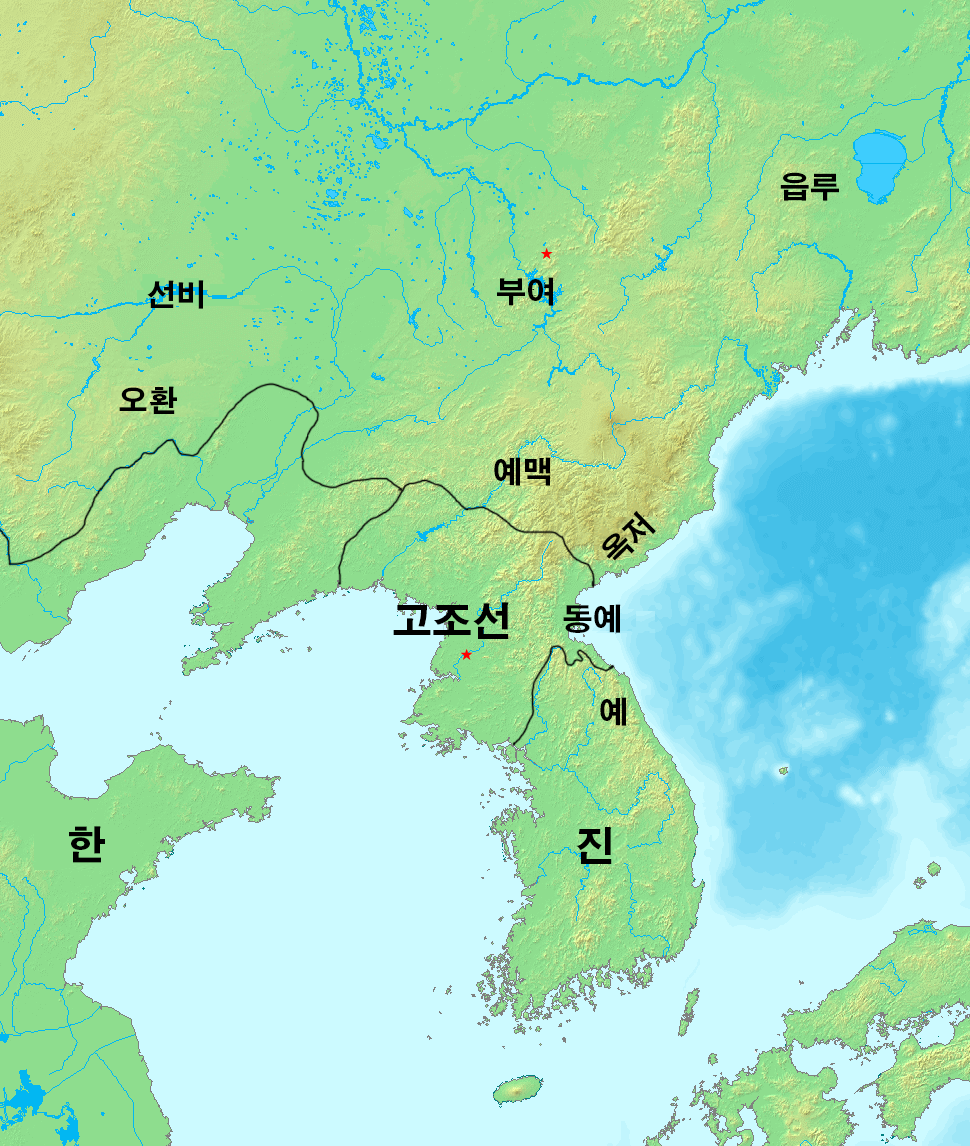
기원전 108년 고조선의 강역

고조선은 청동기 시대에 세워진 한국 최초의 국가이다. 삼국유사에서는 단군왕검이 요임금 즉위후 50년에 평양성에 도읍하여 나라이름을 조선이라하였다는 기사가 있으며, 이를 근거로 연도를 계산하면 기원전 2333년 (약 4400년 전)이라고 할 수 있으나 해당 기록은 단군 신화와 함께 서술된 것으로 그 정확성을 믿기는 힘들다.
고조선은 단군조선 시기와 위만조선 시기로 나뉜다. 근대 이전의 옛 역사서에는 기자조선이 등장하나 이는 역사적 사실이 아닌 설화로 평가된다. 고조선이 중국측 기록에 처음 등장하는 것은 기원전 7세기에 쓰인 제나라의 《관자》(管子)로 제나라와 고조선 사이에 교역이 있었음을 기록하고 있다. 기원전 6세기 무렵 공자는 동방예의지국인 구이로 망명하고 싶다고 하였는데 구이는 중국에서 고조선을 달리 부르던 이름이다.
고조선의 도읍이었던 평양성이 요동이나 요서에 있는 평양인지 아니면 지금의 평양시인지에 대해서는 확실히 밝혀진 바가 없다. 이는 문헌자료가 절대적으로 부족하기 때문이다. 다만 고조선의 특징적인 유물인 세형동검이 만주지역에서도 출토되고 문헌에 고조선이 연나라와 싸워 패했다는 기록이 있어 기원전 3세기를 전후로 하여 남쪽으로 천도한 것으로 보인다.
고조선 후기인 위만조선 시대에 대한 기록에는 박사, 경, 대부, 상, 대신, 장군 등의 관직명이 남아있어 중앙정치조직이 있었음을 알게해 준다. 그러나 지방 세력은 독자적인 정치 권력과 군사력을 갖고 있었다. 조선상 역계경이 한나라에 대한 외교정책에서 왕과 의견 충돌이 일어나자 휘하 2천호를 거느리고 한반도 남쪽으로 이주해 버리는 일이 있었다. 고조선은 노비와 귀족, 왕이 있는 신분제 사회였고 8조법과 같은 법률이 있었다.

### 철기 시대
한국의 철기시대는 기원전 300년경 ~ 서기 300년경의 시기에 해당되며, 전기와 후기로 구분된다. 일반적으로 한반도의 철기 문화는 기원전 5세기에서 기원전 4세기 무렵 중국의 철기 문화가 들어오면서 형성된 것으로 파악되고 있다. 주철 기술의 도입으로 만들어진 철제 농기구는 농업 생산량을 크게 증가시켰다. 당시 주요 유물로는 철제 농기구, 철제 무기와 함께 막대 모양의 쇳덩이인 덩이쇠가 있는데 이 덩이쇠가 무덤의 부장품으로 발견되는 것으로 보아 당시 지배 계급이 철의 주조능력을 중요하게 취급하였다는 것을 알 수 있다. 한국의 철기 문화는 무쇠와 강철이 거의 동 시대에 발전되었다는 특징이 있다.
고조선은 철기 문화를 수용하면서 중국 한나라와 대립할 정도로 발전하였으며, 만주와 한반도 각지에는 부여, 고구려, 옥저, 동예, 삼한 등 여러 나라가 성립될 수 있는 터전이 마련되었다.

#### 위만조선
위만조선은 연나라 사람 위만이 고조선에 망명하여 준왕을 쫓아내고 왕위를 찬탈하여 건국된 나라이다. 위만조선은 활발한 정복 사업으로 광대한 영토를 차지하였고, 중앙 정치 조직을 갖추고 있었으며 한나라와의 중개무역을 독점하여 강력한 세력을 구축하였다.

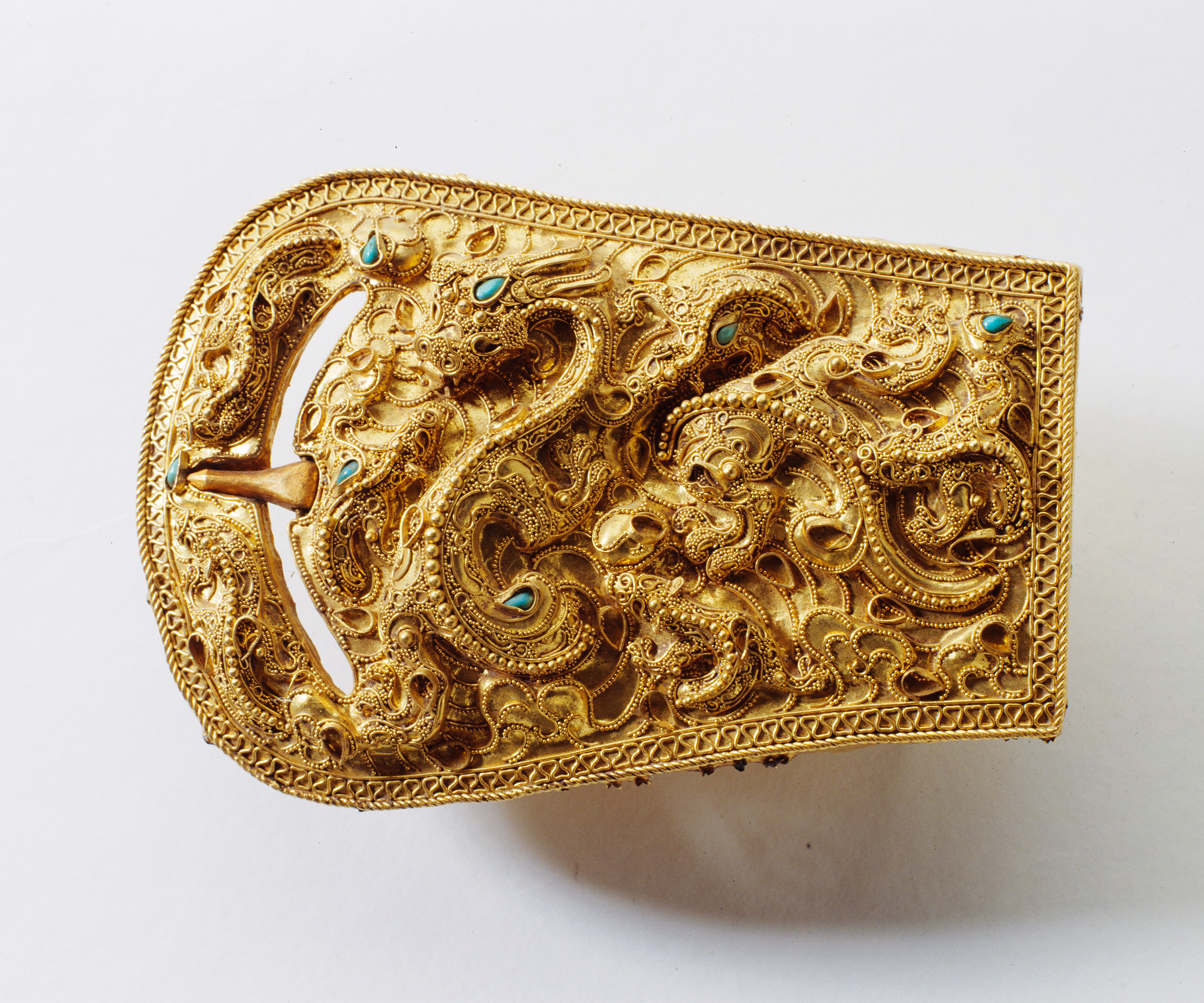
낙랑시대 금으로 만든 허리띠 장식(국보 제89호 금제교구)

위만의 손자 우거왕은 중국의 망명자를 많이 받아들이고, 예나 진국등 주변 소국들이 한나라와 직접 교섭하는 것을 막았다. 한나라의 무제는 기원전 109년 섭하를 보내 우거의 무역독점 중지를 요구하였으나 우거는 받아들이지 않았다. 결국 한과 고조선 사이에 전쟁이 일어났고, 위만조선은 기원전 108년에 멸망하였다. 고조선이 멸망한 이후 한 무제는 옛 조선의 지역에 한사군을 설치하였다. 한사군은 고구려 미천왕이 낙랑군과 대방군을 병합할 때까지 지속되었다.

#### 원삼국 시대

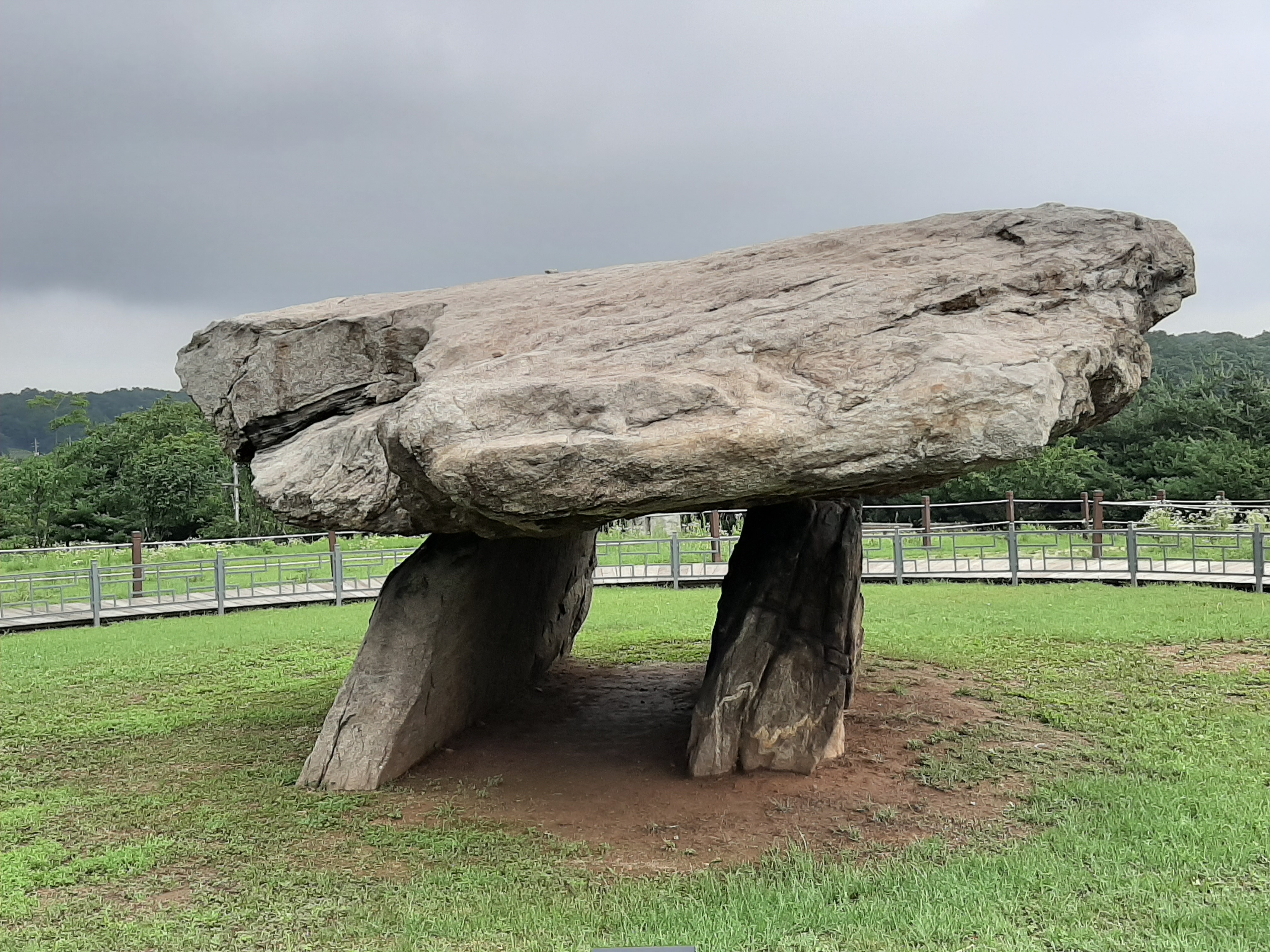
강화도 부근리의 고인돌

철기 문화의 보급으로 증가된 생산력과 강력한 무기를 바탕으로 한반도와 동아시아에는 여러 소국들이 건설되었다. 많은 소국들이 경쟁하는 가운데 일부는 다른 나라를 병합하였고, 다시 연맹 왕국으로 발전하여 중앙 집권 국가를 형성할 수 있는 기반을 마련하게 되었다. 고조선 이후 세워진 부여는 철기를 바탕으로한 연맹 왕국이었다. 이후 동예, 옥저, 고구려, 마한, 진한, 변한, 탐라, 우산국과 같은 연맹체 왕국들이 출현하였다. 이후 이러한 연맹 왕국에서 출발한 고구려, 백제, 신라, 가야 등이 주변의 왕국들을 병합하여 성장하게 된 삼국시대까지 여러 소국과 대국이 혼재하여 있던 이 시기를 '원삼국시대' 또는 '열국시대'라고 한다.
기원전 3세기경부터 예맥(濊貊)계의 부여족(夫餘族)이 세웠던 부족 국가인 부여(夫餘, 扶餘)는 지금의 쑹화강 유역을 중심으로 지금의 만주 일대를 지배한 나라이다. 동은 읍루(挹婁), 남은 고구려 및 현도군, 서는 선비(鮮卑), 오환(烏桓)과 인접하였었다. 부여는 북부여, 동부여로 구분된다.
- 부여

부여는 별도의 건국신화를 가지고 있는데, 북부여는 천제의 아들 해모수가 다섯마리의 용이 끄는 수레를 타고 내려와 흘승골성에 도읍하였다는 건국신화가 있고 동부여는 북부여왕 해부루의 아들 금와왕이 세웠다고 한다. 부여는 전국을 사출도(四出道)라 칭하는 지역으로 나누어 마가(馬加), 우가(牛加), 저가(猪加), 구가(狗加)와 같은 제가(諸加)가 일부 지역을 맡아 다스렸다. 사출도 중의 큰 지역은 그 인구가 수천 호(戶), 작은 것은 수백 호가 되었다. 피지배계급인 하호(下戶)는 모두 노예에 속하였다고 한다. 또한 부여에는 영고(迎鼓)라는 제천행사가 있었고, 풍속이 매우 엄격하여 도둑질, 간음 등에 대해 특히 엄벌하였다. 북부여와 동부여는 모두 고구려에 흡수되었다. 538년 백제의 성왕은 부여를 계승하여 국호를 남부여(南扶余)로 고치고 명맥을 이었다. 백제의 국성은 부여(扶餘)씨가 되어서 2015년 기준 대한민국의 의령 여씨(宜寧 余氏)가 계승하였으며 충청남도 부여군의 명칭에도 영향을 주었다.
- 고구려

고구려의 건국신화는 이후 주몽이라 불리는 군장을 중심으로 한 부여계 지배층이 이주해 와 고구려의 계루부를 형성하였고 기존의 토착세력인 소노부를 대체하여 고구려 연맹왕국의 주도권을 잡은 것으로 해석된다. 고구려는 땅이 협소하고 산악지역이 많아 주변에 대한 전쟁을 자주하였다. 주변의 여러 소국을 복속시키며 확장하던 고구려는 부여를 흡수하여 동아시아의 강자가 되었다.
- 옥저와 동예

동해안에 면한 지역에는 옥저와 동예라 불리는 소국이 있었고, 이들은 예맥족의 한 지족(支族)으로 고구려와 언어·풍속이 비슷하였다. 옥저는 지금의 함경도 일대에 위치했던 나라이며, 예맥족의 부족사회였다. 또한 중앙의 왕이 없고 각 지방의 맹주인 현후(縣侯)가 군림하였다. 현후 밑에 삼로(三老)가 하호를 지배하였다. 자원이 풍부하였으며 2만호에 이르는 비교적 큰 나라였으나 왕국을 성립하지는 않았다. 이후 이웃한 고구려에 복속되었다. 동예(東濊)는 한반도 동해안에 거주하던 부족사회로 농사를 주업으로 하였고, 직조기술도 발달하였다. 산과 하천을 경계로 읍락이 구분되어 각 읍락을 삼로가 통치했다. 옥저와 마찬가지로 고구려에 흡수되었다.
- 삼한

기원전 8세기무렵에 이미 한반도 여러 곳에 비파형 동검을 사용하는 지배 세력이 자리 잡고 있었다. 기원전 4세기에는 세형동검이 출토되는 것으로 보아 이 무렵 수 많은 성읍국가들이 있었을 것으로 추정된다. 이들은 강화도 부근리의 고인돌과 같은 수 많은 고인돌을 남겼다. 기원전 3세기의 기록인 《삼국지》위서 동이전에는 삼한에 속한 나라들이 무려 70~80여 국에 이르며 큰 나라는 1만호, 작은 나라는 6~7백호에 이른다고 기록되어 있다. 크고 작은 소국들은 점차 연맹왕국을 이루어 마한, 변한, 진한의 삼한이 되었다.
- 마한: 삼한 중 가장 먼저 세력이 커진 것은 마한이었다. 한강 유역과 호남 지방을 중심으로 한 연맹 왕국이었던 마한 내의 목지국은 마한을 비롯한 삼한을 지배하여 진국의 왕으로 불렸다. 일찍이 유력한 세력으로 등장했던 목지국은 기원후 3세기 전반에 이르러 소멸된 것 같다. 이리하여 고구려로부터 망명해 온 백제가 그 지배권을 대신하였다. 전설상 온조가 영도한 백제는 마한 세력을 결합하여 백제왕국 기초를 다졌다.

- 변한과 진한: 진한의 여러 부족 중에는 박혁거세를 중심으로 한 사로국(斯盧國)이 경주평야의 6촌의 씨족 세력을 기반으로 신라로 발전해 갔다. 한편 변한에서는 구야국(狗邪國)이 가야로 발전하였다.

- 삼한의 생활: 삼한은 마한, 진한, 변한으로 구성되었으며, 세 나라 모두 한반도 남부에 위치하였다. 농경과 철기 기술이 발달하였으며, 별읍인 소도와 이를 주관한 것으로 추측되는 천군(天君)이 있었으며, 파종 이후인 5월과 추수기인 10월에 각각 기풍제와 추수감사제를 지냈다.

## 고대
한국의 고대는 대략 기원전 1세기부터 900년까지의 시기로, 원삼국시대의 크고 작은 국가들이 고구려, 백제, 신라, 가야으로 합쳐진 삼국시대에서 고구려와 백제가 멸망한 시기 까지다

### 삼국시대

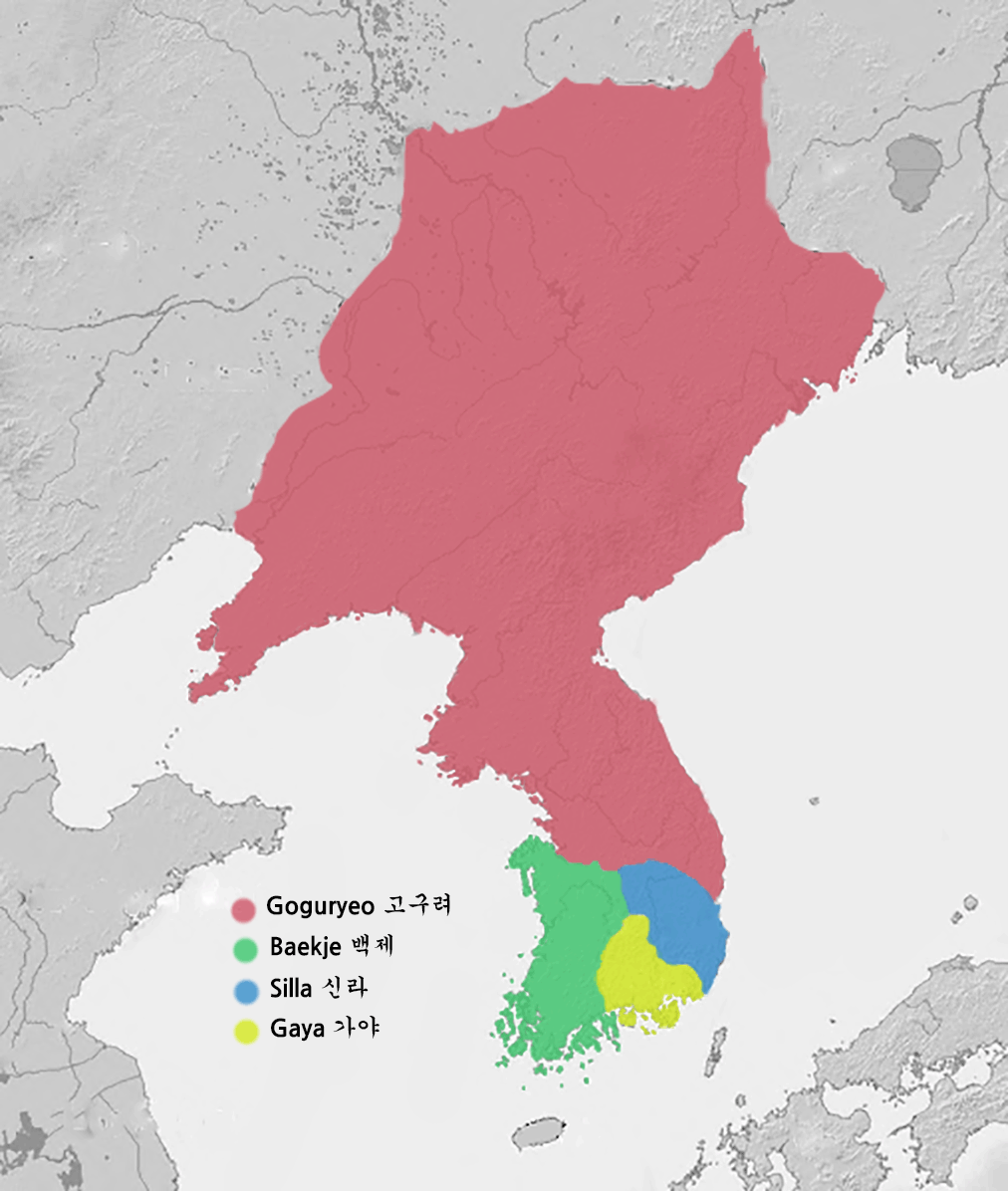
476년 한반도 삼국시대 지도

고구려, 백제, 신라, 가야 연맹은 각자 고유의 건국신화를 가지고 있으며 그 시작을 정확히 알기는 어려우나 기원전 1세기 무렵부터 주변의 소국을 흡수하여 강대해졌다. 이들 나라는 이렇듯 고조선 사회의 외곽에서 시간적 선후를 지니며 각자 독자적으로 성립했고, 4세기 중반 이후 서로 국경을 접하게 되기 전까지 상당한 기간 동안 서로 별다른 교섭 없이 발전해 나갔다. 일부 사학자들은 실질적으로 삼국이 정립되어 삼국 시대가 전개된 것은 가야가 멸망한 562년 이후이므로 사국 시대라는 용어를 사용하기도 한다.
삼국 시대 초기 국가들의 정치는 국왕과 지방세력인 각 부의 연맹 왕국 형태였다. 고구려에는 5부가 있었으며, 백제역시 고구려-부여계의 이주집단이 부를 형성하였고, 신라에는 6부가 있었다. 이들 부는 독자적인 무력 행위나 외교를 할 수는 없었으나 자신의 영지 내에서는 독자적인 자치를 누렸다. 고구려에서는 3세기 전반까지도 소노부가 자체의 종묘와 사직, 즉 조상신과 토지신에게 제사를 지내는 등 상당한 독자성을 유지하였다. 시간의 지남에 따라 왕권이 점차 강해져 관등제가 확충되고 기존의 집단별 상하관계를 왕을 중심으로한 일원적인 군신의 관계로 변화시키게 되었다. 이러한 왕권 확립의 결과 각 나라에서는 율령이 반포되고 호구를 조사하여 세입의 기준으로 삼았다. 그러나 귀족의 권위는 여전히 막강하였으며 실제 국정의 운영은 이들 귀족들과 왕의 회의를 통해 이루어졌다. 고구려의 대대로, 백제의 정사암 고사, 신라의 화백제도 등은 삼국시대 후기까지도 귀족의 권력이 상당했음을 보여준다.
삼국사기에는 3국 사이에 많은 교류가 있었음을 기록하고 있으며 이들 사이에 별다른 통역이 필요하였다는 기록은 없다. 중국측의 기록에서도 《삼국지》 위지 동이전에서 고구려와 동예 옥저의 말을 비슷하였다고 기록하고 있고, 《양서》에서도 고구려, 백제, 신라의 복장과 예절, 언어가 비슷하였다고 기록하고 있다. 오늘날 확인할 수 있는 고구려, 백제, 신라의 어휘와 이두 표기에서도 이들의 언어는 공통점이 많으며 중세 국어와도 통한다는 점을 발견할 수 있다. 따라서 삼국시대 각 나라의 언어는 의사소통에 큰 지장이 없을 정도로 같았다고 볼 수 있다.

#### 고구려

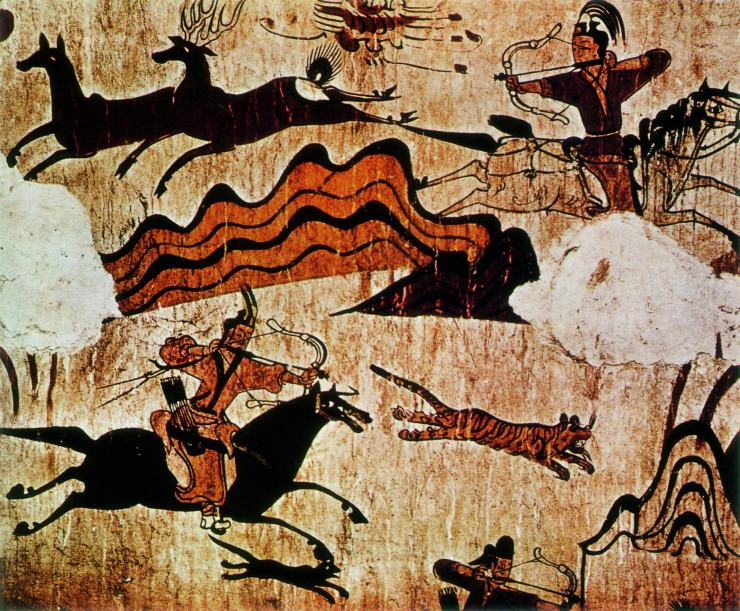
무용총 수렵도.

고구려(高句麗)는 기원전 37년에서 서기 668년까지 한반도 북부와 만주 일대를 지배한 고대 국가이다. 고구려는 기원전 37년 주몽이 이끄는 부여족의 한 갈래가 압록강 지류인 훈강(비류수) 유역에 건국함으로써 성립되었다. 고구려는 초기부터 한족(漢族)과의 투쟁 과정을 통해 강대해졌다. 1세기 태조왕 대에 들어서 고구려는 중앙집권국가의 기틀을 마련하였다. 또한 태조왕은 동예와 옥저를 복속시켜 영토를 넓혔다. 고국천왕은 왕위의 부자상속제를 마련하였고, 5부의 행정구역을 설정하는 등 체제 정비를 단행하여 왕권이 보다 강화되었다.
미천왕은 서안평을 확보하고, 낙랑군과 대방군을 정복하여 한반도에서 한사군의 세력을 완전히 몰아내 고조선의 옛 땅을 회복하였다. 고구려는 고국원왕 때 백제와 전연의 공격으로 일시적인 국가적 위기를 겪었으나, 소수림왕 대에 들어서 고구려는 태학(太學)을 설립하고 불교를 국가적으로 공인하였으며, 율령을 제정함으로써 중앙집권국가를 완성시키고 다시 나라를 정비하였다.
5세기, 고구려는 전성기를 맞이하게 되는데, 광개토왕은 백제의 수도인 한성(漢城)을 침공하여 남쪽 영토를 임진강과 한강까지 확장시켰고, 신라의 내물왕을 원조하여 왜구를 격퇴하였다. 또한 북으로 후연을 쳐서 요동을 완전히 차지하고, 아울러 요서 지방의 일부까지 진출하였다. 광개토대왕은 숙신과 동부여를 복속시켜 만주와 한반도에서 우월한 위치를 확보하였다.
그의 아들인 장수왕은 중국의 남북조와 통교하였고, 유연(柔然) 등 새외(塞外) 민족과도 통교하면서 외교관계를 확대하여 중국을 견제하였다. 427년 남하정책의 일환으로 수도를 평양으로 천도하여 중앙 집권적 정치기구를 정비하였다. 475년 고구려는 백제의 한성을 침공하여 함락하고 개로왕을 죽여 고국원왕의 한을 풀고 남쪽의 아산만(牙山灣)까지 지배하였다.
6세기 중반에 들어서 내우 외환에 시달리던 고구려는 국력이 크게 쇠약해졌다. 신라의 진흥왕은 나제동맹(羅濟同盟)을 깨고 고구려에게서 빼앗은 한강 유역을 독차지하였으며, 지금의 함경도 지역 일부에까지 진출해 고구려를 압박하였다.
589년 중국에 새로 들어선 수나라는 고구려를 4차례에 걸쳐 침공하였다. 고구려-수 전쟁에서 고구려는 612년 을지문덕이 이끈 살수 대첩과 같은 중요한 전투에서 승리함으로써 수나라의 침공을 막아낼 수 있었다. 곧이어 중국을 통일한 당나라의 태종은 연개소문의 대당강경책을 구실로 고구려를 침입하였으나 안시성에서 성주 양만춘(楊萬春 혹은 梁萬春)에게 대패하였다.
이처럼 고구려는 중국 세력의 공격을 성공적으로 막아냈으나, 공격을 받으며 국력이 쇠퇴해갔다. 특히 연개소문 사후 지배층이 분열되어 정치 상황이 어지러웠고 민심이 혼란해져 있었다. 668년 나당연합군은 혼란해진 고구려를 공격하여 멸망시켰다. 당나라는 고구려의 옛 땅에 안동도호부를 설치하였고, 고구려 영토의 일부는 신라로 들어갔다.
고구려가 멸망한 이후 요동반도와 한반도의 해서 지방과 호남 지방을 중심으로 고구려 부흥운동이 전개가 되었다. 해서 지방을 근거지로 670년년부터 검모잠은 군사를 일으키고 왕족인 고안승을 고구려왕으로 추대하였으며, 신라로부터 군사적 지원을 받게 된다. 그러나 내분으로 인해 검모잠과 안승이 싸우게 되고, 670년 8월 안승이 검모잠을 살해하면서 검모잠의 부흥운동은 끝나게 되었다. 마지막으로 671년, 당나라 장수 고간이 요동지역에 남아 있던 검모잠의 잔당을 토벌하면서 전멸하였다.
고안승이 이끄는 고구려 부흥운동 세력은 호남 지방으로 이동하여 신라의 힘을 빌려 금마저(金馬渚 : 전라북도 익산)에 보덕국(報德國)을 세웠다. 신라의 괴뢰국으로 활동하며 나당 전쟁에 참여하고 일본과 견고려사(遣高麗使)라는 이름으로 사신을 주고받았다. 호남 지방의 보덕국은 초대왕인 보덕왕이 신라에 친화적이었으나 보덕왕이 신라에 귀순하자 보덕왕의 친족조카 대문의 난으로 멸망하였다. 보덕국의 고구려유민들은 신라의 9주5소경중 하나인 남원경(南原京 : 전라북도 남원)으로 이주되어 거문고 등의 고구려 문화가 한반도 남쪽에 정착되는데 관여했다.
요동반도에서는 보장왕의 손자 보원왕(寶元王)고보원이 측천무후의 힘을 빌려 당나라의 괴뢰국인 소고구려(小高句麗)등을 건국하였다. 소고구려는 당나라의 괴뢰국으로 있다가 발해에 편입되었다. 그후 고구려의 공백은 발해가 계승하였다가 망하자 왕자 대광현이 유민을 이끌고 왕건에게 귀순하며 고려로 이어졌다.

#### 백제

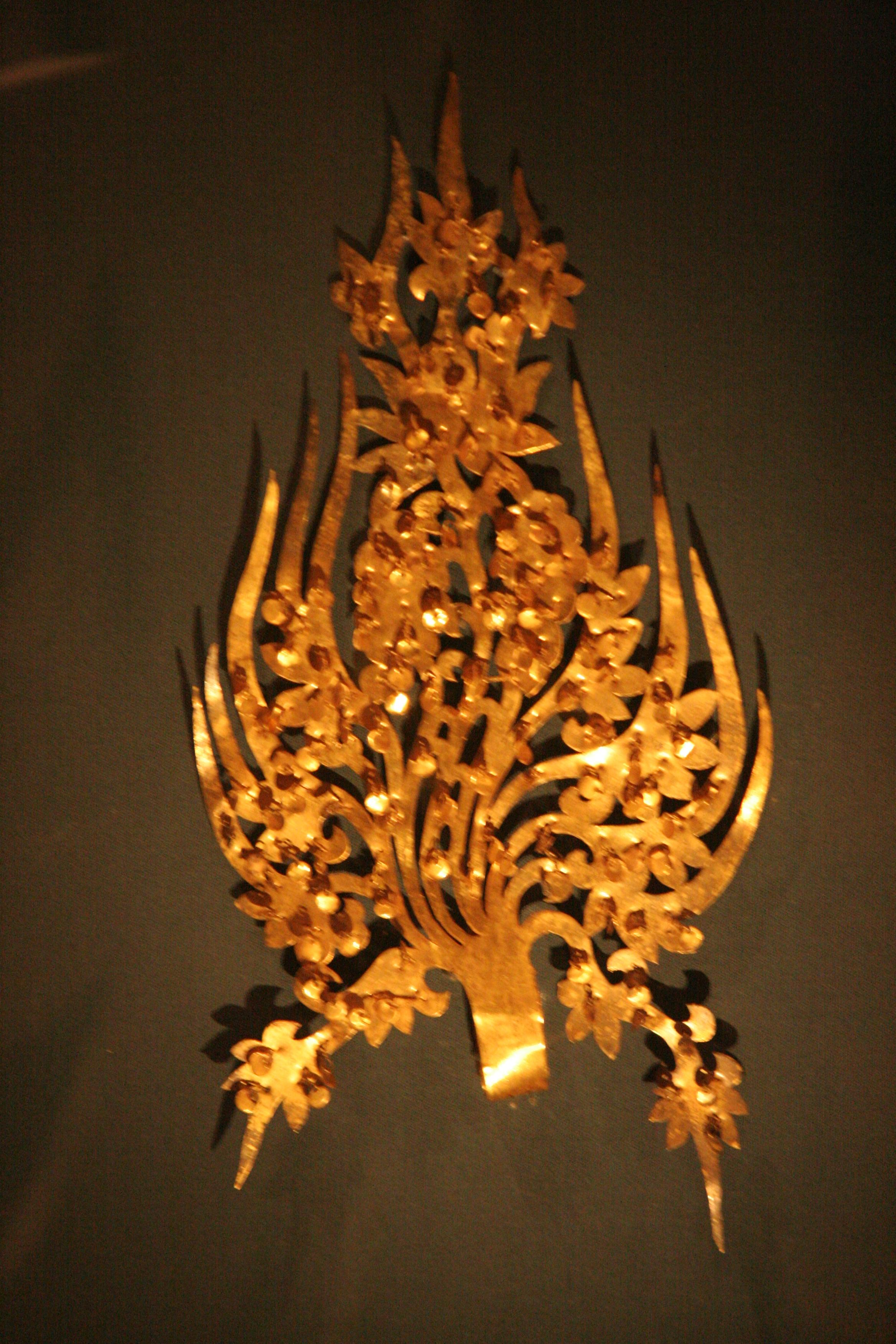
백제의 왕관 장식

백제(百濟)는 기원전 18년 온조에 의해 하남 위례성에 건국되었다. 삼국지에는 백제가 마한의 일부였다고 한다. 백제는 3세기 경 충청도, 전라도 지역으로 세력을 확장해 나갔다. 또한 북쪽으로의 진출은 고구려와 중국 군현 사이의 영토적 분쟁을 일으키기도 하였다.
4세기 근초고왕 때는 황해도 일부지역에 진출하고 전라도 지역의 마한 잔존 세력을 병합하여 전성기를 이루었다. 그러나 이후 고구려의 연이은 압박으로 한강 유역을 빼앗기는 수난을 맞았다.
침체에 빠진 백제는 무령왕때부터 중흥을 시작하여 성왕의 치세에 이르러 부여를 계승해 국호를 남부여(南扶余)라하고 수도를 웅진(熊津 : 충청남도 공주시)에서 사비성(泗沘城 : 충청남도 부여군)으로 천도하는등 중흥 노력은 더욱 가속화되었다. 성왕은 신라와 동맹을 맺고 고구려를 협공하여 한강 유역을 되찾았으나 신라의 배신으로 모두 허사가 되고 결국 본인도 관산성에서 전사했다.
그 후 백제의 무왕과 의자왕은 부흥을 위해 노력했으나, 의자왕의 잦은 실정으로 국력이 소모되었다. 결국 660년 나당연합군의 공격을 받고 멸망하였다. 백제의 문화는 대체로 세련되고 섬세한 것이 특징으로, 이러한 백제의 문화는 왜 등지에 많은 영향을 미쳤다.

#### 신라
신라(新羅)는 경주 지역에서 기원전 57년 경에 건국되었다. 신라는 삼국 중 가장 먼저 세워졌지만 국가의 틀을 세우는 데는 가장 늦었다. 초기에는 박, 석, 김의 세 가문이 교대로 왕위를 차지하였다. 유력 집단의 우두머리는 이사금(군주)으로 추대되었고, 주요 집단들은 독자적인 세력 기반을 유지하고 있었다.
4세기 내물 이사금 때 신라는 활발한 정복 활동으로 진한 지역을 거의 차지하고 중앙 집권 국가로 발전하기 시작하였다. 이때부터 김씨에 의한 왕위 계승권이 확립되었다. 지증왕 때에 이르러서는 정치 제도가 더욱 정비되어 국호를 신라로 바꾸고, 군주의 칭호도 마립간에서 왕으로 고쳤다. 대외적으로는 우산국을 복속시키기도 하였다.
이어 법흥왕은 병부 설치, 율령 반포, 공복 제정 등을 통하여 통치 질서를 확립하였다. 또한 골품 제도를 정비하고 불교를 공인하여 새롭게 성장하는 세력들을 포섭하고자 하였다. 이로써 신라는 중앙 집권 국가 체제를 완비하였다. 진흥왕 때에 이르러 내부 결속을 다지고 활발한 정복 활동을 전개하면서 삼국 간의 항쟁을 주도하기 시작하였다. 진흥왕은 화랑도를 국가적인 조직으로 개편하고, 불교 교단을 정비하여 사상적 통합을 도모하였다.
또한 고구려의 지배 아래에 있던 한강 유역을 빼앗고 함경도 지역으로까지 진출하였으며, 남쪽으로는 562년 대가야를 정복하여 낙동강 서쪽을 장악하였다. 특히, 한강 유역을 장악함으로써 경제 기반을 강화하고, 전략 거점을 확보할 수 있었으며, 황해를 통하여 중국과 직접 교역할 수 있는 유리한 발판을 마련하였다.
7세기경 나·당 연합을 결성하여 660년 백제를, 668년 고구려를 멸망시켰다. 또한 당나라군을 몰아내고 대동강 이남에서 원산만에 이르는 지역을 차지하여 삼국통일을 달성하게 되었다.

#### 가야 연맹
가야(伽倻 혹은 加耶, 伽耶)는 한반도 남부에 위치해 있던 부족국가의 연맹체이다. 2~3세기경에 김해 등지에 있던 금관가야를 중심으로 대가야, 성산가야, 아라가야, 고령가야, 소가야의 5개국이 합쳐져 전기 가야 연맹이 성립되었으나 고구려의 공격으로 인해 금관가야가 큰 피해를 입자 5~6세기 경 피해를 거의 입지 않은 대가야를 중심으로 후기 가야 연맹이 만들어진다.
그러나 이 역시 신라와 백제의 사이에서 위협을 받으며 서서히 무너져가 532년 수도인 금관가야 등이 신라에 정벌, 투항하였고, 결국 대가야가 562년 최종적으로 항복함으로써 가야는 멸망한다. 일설에 의하면 가야의 패망 원인으로는 삼국과 달리 제대로 된 국가가 만들어지지 못하고 부족국가의 연맹으로 전락한 것이 멸망의 원인으로 지적되고 있다. 가야는 김해 지방에서 생산되는 질 좋은 철을 바탕으로 국력을 키웠으며 왜 등지와 교역을 하기도 했다.

### 탐라·우산국
탐라(耽羅)는 삼국시대부터 조선 초기까지 제주도에 존재했던 왕국이다. 남북국시대 때까지는 국가적 지위에서 한반도의 나라들과 교류하였다. 고려 초에 독립적 지위를 상실하고 복속되었으나, 460여년에 걸친 성주시대 동안 제주 고씨가 성주로서 서탐라를 다스리고 남평 문씨가 왕자로서 동탐라를 다스리는 등 상당한 자치권을 유지하다가, 1404년(조선 태종 4년)에 완전 병합되었다.
우산국(于山國)은 원삼국시대부터 고려시대 초기까지 현재의 경상북도 울릉군인 울릉도와 부속섬을 다스리던 나라다. 244년 왕기가 위궁을 토벌하러 옥저 동해안에 도착했고 노인에게 동해에 사람이 사느냐 물으니 바다 동쪽에 섬이 있고 사람이 살고 있으나 여자만 있고 해마다 칠월이 되면 소녀를 가려 뽑아서 바다에 빠뜨린다고 하였다. 그리고 섬에서 쓰는 언어가 옥저와 다르다고 설명한다.
고구려와 왜의 교역 항로에서 요충지였던 우산국을 신라 장군 이사부가 정벌할 때, 무력에 의한 항복보다는 교묘한 계책을 써서 항복을 받으려고 하는 계획을 세웠는데 나무 사자를 만들어 배에 나눠 싣고 우산국 해안에 이르러 "만일 항복하지 않으면 이 맹수를 놓아 모두 밟아 죽이겠다."라고 하자 512년 6월에 항복해 해마다 토산물을 공물로 바치기로 하였다. 이 시기는 신라가 북상하여 하슬라주를 설치하고 군주가 통치하는 시점으로, 이사부의 직함이 실직주 군주에서 하슬라주 군주로 바뀌고 하슬라주 군주 이사부가 우산국을 복속하게 된다.
7세기에 신라는 고구려와 백제가 왜로 가는 해상 항로를 장악하여 승려의 통행만을 허락하였다. 이로 인해 백제, 고구려, 왜국의 배가 자유롭게 신라 연안을 항해할 수 없게 되었다. 930년 우산국은 백길(白吉), 토두(土豆)를 보내 토산물을 바치면서 복속을 원했고 태조는 두 명에게 관직을 내렸다. 1018년(현종 9년) 고려는 우산국이 동북여진의 침략을 받아 농사를 못하게 되자, 이원구(李元龜)를 보내 농기구를 보냈고 1019년(현종 10년) 여진족으로부터 도망쳐온 자들을 모두 돌아가게 했다. 1022년(현종 13년) 우산국 백성 중 여진족에게 노략질 당하여 망명온 자들을 예주에 거주하게 하고 호적에 편입되면서 멸망하였다.

## 중세

### 남북국시대
신라가 대동강 이남까지의 영토를 확립하고 고구려 유민이었던 대조영이 세운 발해가 고구려를 계승하여 남북국의 형세를 형성한 시기로, 남북국시대라 부르기도 한다. 조선 중기까지만 해도 통일신라라는 시각이 강했고, 이러한 관점은 1970년대까지 지속되었으나, 안정복의 동사강목, 유득공의 발해고를 필두로, 남인 실학파와 노론 북학파 계열 일부로부터 발해역시 국사로 편입시키려는 노력이 시도되었고, 이들의 노력은 근대 이후 결실을 거두어 1980년대 이후 발해사를 민족사의 일부로 보는 시각이 대두되었다.

#### 후기 신라

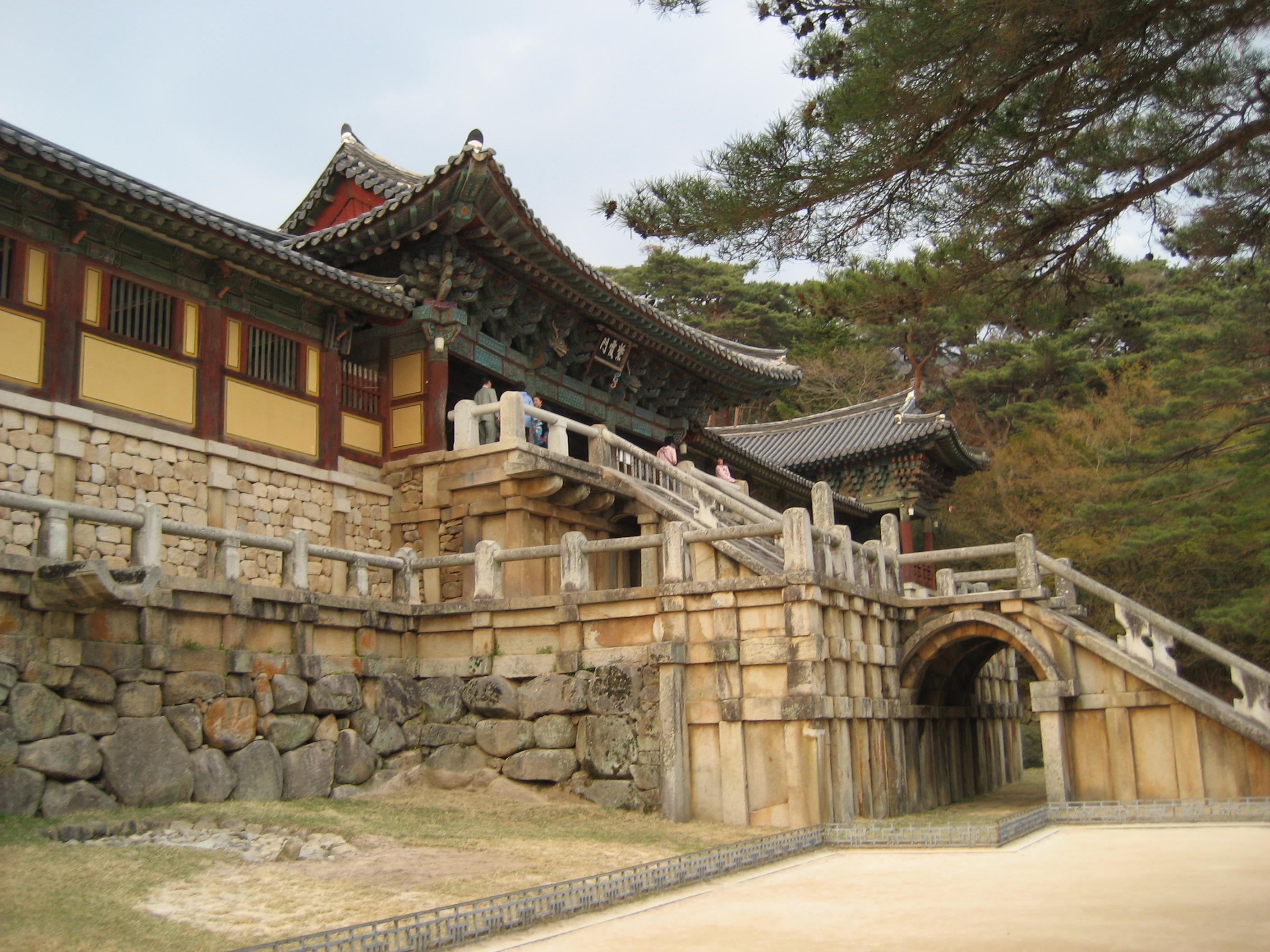
중대 신라의 건축물인 불국사.

나당 전쟁(羅唐戰爭)의 마지막 해인 676년, 당나라 군대를 몰아내고 대동강 이남(以南)을 완전히 통일한 신라는 9주 5소경을 설치하고 중앙 집권 체제를 확립하였다. 집사부 장관인 시중(侍中, 중시)의 권한이 강화되어 왕권의 전제화가 실현되었다. 신문왕은 녹읍(祿邑)을 폐지하였으며, 유학 교육을 위해 국학을 설립하였다. 진골 귀족과 대결 세력이었던 득난 세력(6두품)이 왕권과 결탁하여 상대적으로 부각되었으나, 골품제는 유지되었고 진골 귀족의 고위직 독점은 여전하였다.
9세기에 들어서 왕위 쟁탈전이 빈번히 발생하고, 중앙 정부의 무능력으로 인해 각지에서는 조세 수취에 반발하여 농민 봉기가 발생하여 전국이 극도로 혼란스러워졌고, 골품제의 폐단이 속출했다. 각 지방의 유력한 호족이 각자 자신의 세력을 키워 실권을 장악하고, 스스로 장군(將軍)이라 칭하며, 조정으로부터 자립하였다.
중하대 신라 시대에는 대동강 이남의 통일로 전쟁이 줄어들어 문화가 크게 발전하게 되었으며, 특히 불교 문화는 더욱 융성하게 되었다.

#### 발해

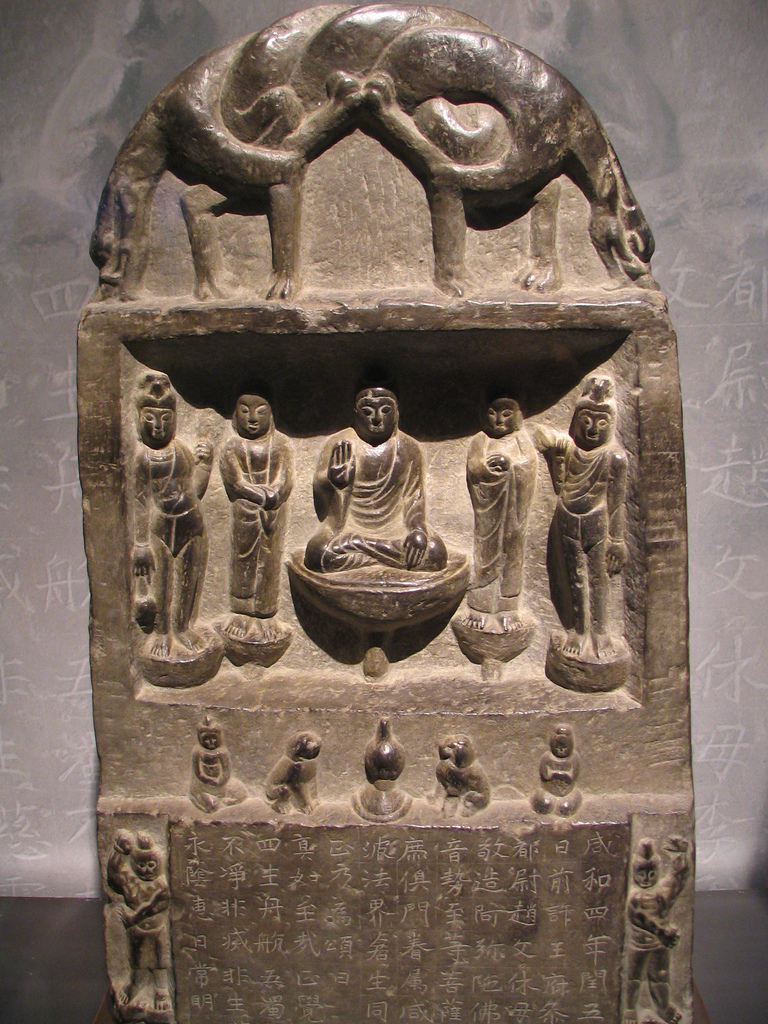
발해의 석판

발해(渤海)는 고구려를 계승하여, 한반도 북부와 만주 남부와 동부, 연해주에 걸친 광범위한 지역에 위치해 존속하였던 국가이다. 696년, 영주(營州)에서 거란(契丹)족의 반란이 일어나 이 지역에 대한 당나라의 세력이 쇠퇴해졌다. 옛 고구려의 장수인 걸걸중상(乞乞仲象)과 그의 아들인 대조영(大祚榮)은 이틈을 노려 고구려 유민과 말갈 세력을 규합한 후 영주에서 탈출하였다. 대조영은 이해고가 이끄는 당나라의 추격군과의 천문령 전투에서 승리한 뒤, 698년에 동모산(東牟山) 기슭에 발해를 세웠다.
제2대 무왕(武王)은 연호를 인안(仁安)으로 정하고, 강력한 대외정책으로 국토를 넓히는 데 주력하였다. 무왕은 북부여를 계승한 두막루(豆莫婁)를 병합하고 흑수말갈(黑水靺鞨)을 압박하였다. 또한 무왕은 장문휴(張文休)로 하여금 당의 등주를 공격하여 당에 대항하는 면모를 보였다.
제3대 문왕(文王)은 연호를 대흥(大興)으로 하였다. 문왕은 영토 확장보다는 주로 내치와 외교에 주력하였다. 문왕은 발해의 수도를 중경 현덕부(中京顯德府), 상경 용천부(上京龍泉府), 동경 용원부(東京龍原府) 순으로 옮기며 경제적, 외교적 이익을 얻는 데 주력하였다. 발해는 일본과의 외교관계와 교역을 도모하였다. 발해는 당과도 사신을 수시 파견하여 친당외교를 폈다. 그러나 신라와는 활발한 교류를 하지 않았다.
그 후 여러 왕들이 단명하다가, 제10대 선왕(宣王)은 영토를 넓히고 내치를 충실히 하여 발해 역사상 중흥의 시대를 열었다. 선왕대에 이르러 전국이 5경 15부 62주의 행정구역을 갖추었으며, "해동성국"(海東盛國)이라고 불릴 정도의 국세를 가지게 되었다. 이 시기 발해는 문화적으로 고구려의 문화를 바탕으로 불교 문화와 당의 문화를 수용한 문화국가였다.
그러나 발해는 제15대 왕인 대인선 (大諲譔)의 치세에 멸망하였다. 10세기에 들어 세력을 확장하던 거란은 926년 발해를 공격하였고, 발해는 15대 220년간의 역사를 남긴 채 사라졌다. 발해의 귀족이었던 열만화는 발해의 유민들을 모아 압록강 부근에 정안국(定安國)을 건국하였고, 2대 왕이었던 오현명은 거란에 대한 저항을 계속하였으나 결국 986년 거란의 2차 침공을 받아 멸망하였다.

### 후삼국시대
후삼국시대(後三國時代)는 892년 ~ 936년의 시기에 해당하며 견훤과 궁예의 신라에 대한 반란과 백제, 고구려 부흥운동의 결과 형성된 세력들이 존속했던 시기를 일컫는다.
신라 말기(9세기 말)에 들어서 사회가 극도로 혼란해지자 지방의 호족들이 자립하기에 이르렀고, 이 중 군인 세력인 견훤이 먼저 백제를 계승한다는 의미로 900년에 후백제를 세웠고, 뒤이어 궁예도 901년에 고구려를 계승한다는 의미의 후고구려를 세웠다. 후고구려는 국호가 태봉으로 변경되었고 태봉은 왕건에 의해 멸망하였다.
918년 왕건은 태봉을 멸망시키고 고려를 세웠다. 고려는 후백제와의 공방 끝에 신라를 먼저 흡수한 뒤, 후백제까지 멸망시켜 후삼국을 통일하였다. 또한 멸망한 발해 유민을 받아들여 신라보다 더 포괄적인 의미의 삼국 통일을 이루었다.

### 고려

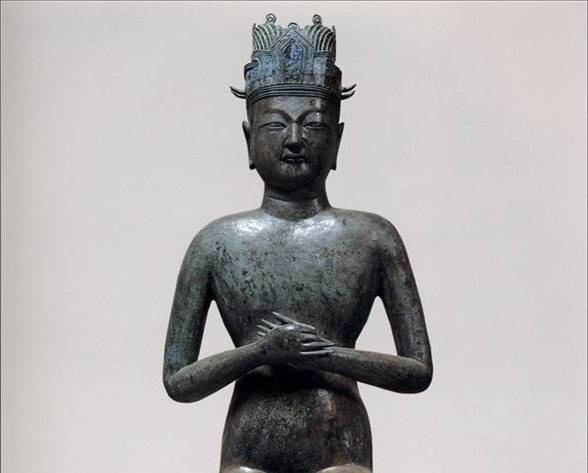
고려를 건국하고 후삼국을 통일한 태조 왕건의 동상

고려(高麗)는 918년 태조 왕건이 궁예의 태봉을 멸망시키고 건국한 나라다. 신라와 후백제를 통합한 이후, 1392년 조선 왕조에게 멸망하기까지 475년간 한반도를 지배하였던 왕조이며, 우리나라가 ‘코리아(Korea)’로 불린 것은 약 1000년 전인 이 고려 시대(918~1392)부터다. 고려를 드나들던 서역 상인들이 ‘고려’를 ‘꼬레아’라고 부르던 데서 한국의 영어 이름이 나왔다는 것은 널리 알려진 얘기다. 그만큼 고려는 국제화되고 개방적인 나라였다. 여성의 지위가 조선에 비해 훨씬 높았고, 문화적으로도 역동적인 다원사회였다. 고려는 개국 초, 각 지방호족에게 토성(土姓)을 나누어 주어 자기 지역을 다스리는 본관제를 시행했고, 지방관을 파견한 주현을 통해 다른 속현을 다스리는 독특한 지방 지배체제를 갖췄다. 고려는 전기에 노비안검법을 실시해 양인을 늘렸고, 과거제를 도입해 새로운 인재를 등용하면서 국가의 기틀을 다졌다. 하지만 후기 권문세족의 수탈이 극심해지면서 새로운 세력에게 왕조를 내줬다. 대한민국의 한국사 학계에서는 이 고려 시대를 중세로 보고 있다.

#### 전기
고려는 신라 말기 918년 송악 지방의 호족 왕건이 건국하여, 송악을 개경(開京 : 현재의 개성)이라 이름을 고치고, 그 곳을 수도로 삼았다. 936년 한반도를 재통일하였다.
이후 고려의 4대 국왕인 광종은 왕권의 안정과 중앙 집권 체제를 확립하기 위하여 노비안검법과 과거제도를 시행하고 공신과 호족 세력을 제거하여 왕권을 강화하였다. 이어서, 경종 때는 전시과 제도를 실시하였고, 성종은 지배체제를 정비하였다.
한편 거란이 세운 요나라는 고려의 친송정책(親宋政策)에 반감을 품고, 두 나라의 외교관계를 단절시켜 자신들의 영향하에 두고자 하였다.
거란은 993년, 1010년, 1018년 세 차례에 걸쳐 고려를 침공하였으나 모두 실패하였다. 특히 1019년 강감찬이 지휘하는 고려군은 귀주에서 거란군을 크게 섬멸하였는데, 이를 귀주 대첩이라 한다. 결국 고려가 승리함으로써 고려, 송나라, 요나라 사이에는 세력의 균형이 유지될 수 있었다.
11세기에 이르러 고려 사회는 점차 그 사회와 문화가 향상 되어갔다. 10세기 말에 성종이 시행한 제도정비는 주로 당을 모방한 것이어서 고려의 현실에 부합되지 않는 요소가 드러났으나, 11세기 고려사회의 실정에 맞추어 부분적 개편을 마침으로써 고려는 일대의 제도정비를 완성하게 되었다. 문종(文宗) 때에 이루어진 일련의 시책이 그 예다.

#### 중기
이와 함께 대각국사(大覺國師) 의천(義天)은 문종의 넷째 아들로서, 일찍이 송에 가서 불교의 깊은 경지를 터득하고 돌아와 교장도감(敎藏都監)을 설치하여 당시 동양의 불교문화를 집대성하는 등 문화적 업적을 남기기도 하였다.
이 시기에는 때로 여진족의 침략을 받기도 하였으나, 세력이 강하지 못해 고려에 복속되어 있었다. 그러나 이들은 점차 강성해지면서 12세기 초부터는 고려사회에 커다란 영향을 미치게 된다.

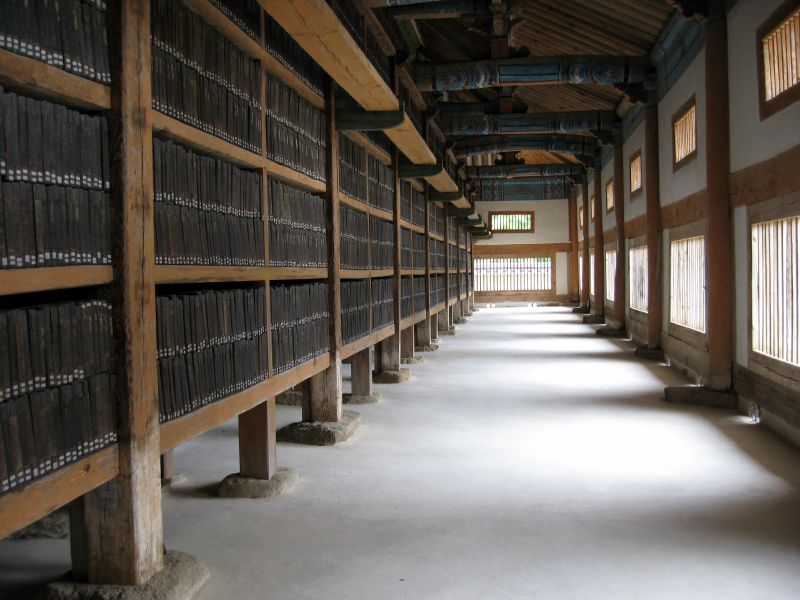
팔만대장경

12세기 중반에 들어 고려의 지배층 내부에서는 문벌 귀족과 측근 세력 간에 정치권력을 둘러싼 대립이 치열해지기 시작해 무신정변이 일어났고 최후로는 최충헌, 최우로 이어지는 최씨 무신정권이 수립되었다. 또한 집단적인 도적이 되어 산발적으로 각지를 소란케 하던 유민들은 무신정변을 전후하여 전국에서 전국 도처에서 벌떼처럼 일어났다.
한편 13세기 초 강성해진 몽골족이 고려에 지나친 공물을 요구했고, 고려가 이를 거절하자 결국 1231년부터 7차례에 걸쳐 몽골이 고려로 침입해 왔는데, 이른바 고려-몽고 전쟁이다. 장기간의 전쟁으로 국토는 황폐해지고 수많은 문화재가 소실되었으나 당시 집권자인 최씨 무신 정권은 몽골의 조공 요구와 간섭에 반발하여 강화도로 도읍을 옮기고 방비를 강화하였다. 이 시기 부처의 힘으로 외적을 방어하겠다는 마음으로 팔만대장경을 조판하였다.
결국 1270년 최씨 무신 정권이 몰락하자 고려는 비로소 개경으로 환도하고 더불어 몽골과 강화를 맺어 전쟁은 끝이 났다. 고려 조정이 개경으로 환도하자 대몽 항쟁에 앞장섰던 삼별초는 배중손의 지휘 아래 반기를 들었으나 진압되었다.

#### 후기
원의 간섭기 동안 고려는 몽골의 정치적 간섭을 받게 되었으며, 또한 새로이 등장한 권문세족은 불법 행위로 사회 모순을 격화시켜 고려의 정치는 비정상적으로 운영되었다.
원이 점차 쇠퇴할 즈음 즉위한 공민왕(恭愍王)의 개혁으로 대외적으로는 반원정치(反元政治), 대내적으로는 권문세가의 억압과 신진사대부 계층의 성장 기반 마련이라는 두 가지 정책이 채택되었다. 신돈이 제거되고 공민왕이 시해되는 등 공민왕 때의 개혁 노력이 실패하자 정치기강이 문란해지고, 백성들의 생활은 더욱 어려워지는 등 고려 사회의 모순은 더욱 심화되었다. 여기에 왜구와 홍건적 등의 침입으로 고려 사회는 더욱 피폐해지게 되었다.
왜구와 홍건적을 진압하면서 성장한 신흥 무인 세력의 이성계는 정도전을 위시한 신흥 사대부들과 결합하였고, 신흥 사대부들은 점차 권문 세족을 압박하는 개혁을 확대하여 정치·경제적인 기반을 확보하였다. 그리고 마침내 이성계를 왕으로 옹립함으로써 고려에서 조선(朝鮮)으로 왕조가 바뀌게 되었다.

## 근대

### 조선

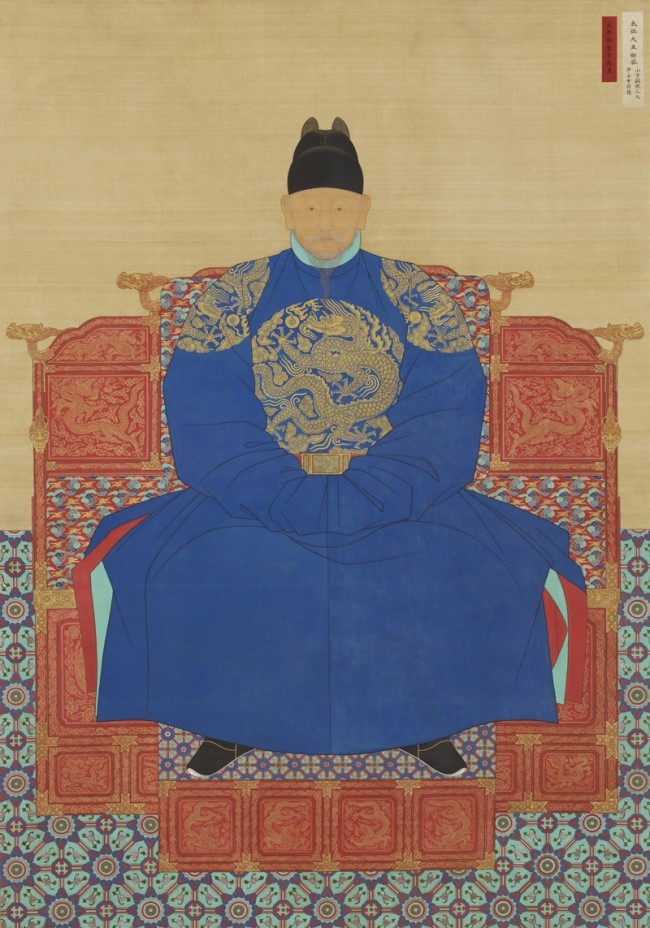
조선을 건국한 이성계

조선(朝鮮)시대는 근대에 해당된다. 조선시대는 전기·후기가 아닌 초기·전기·중기·후기로 나뉘기도 한다.

#### 초기
1388년 고려의 무신으로서 우군 도통사를 맡았던 이성계는 위화도에서 위화도 회군을 일으켜 정권을 잡고 우왕·창왕·공양왕 등을 왕위에 올렸다가 폐위시키는 등 정권·군권을 장악하고, 혁명파 신진사대부의 경제적 기반이 되는 과전법을 단행하여 경제적인 실권까지 장악하였다. 이어 정몽주가 제거되자 1392년 음력 7월 이성계는 공양왕의 왕위를 물려받아 새 왕조를 개국하여 태조가 되었다.
1393년에는 국명을 조선(朝鮮)으로 고치고 1394년에는 한양으로 천도하여 여러 개혁을 단행하였다. 이어 두 차례에 걸친 왕자의 난(1398년, 1400년)이 발생하였다. 두 차례에 걸친 왕자의 난에서 승리하여 왕위에 오른 태종은 정당성이 결여된 집권으로 쇠약해진 왕권을 다시 강화해 나가고 임금 중심의 통치 체제를 정비하기 위해 육조직계제와 관제 개정 등 관료 제도를 정비하였다. 특히 사병을 혁파하고, 억울하게 노비가 된 이들을 양민으로 복귀시키는 등 국가재정을 안정시키려는 노력을 하였다. 그러나 부왕 태조가 신덕왕후 강씨의 아들 방석을 세자로 세운 것을 불쾌히 여긴 그는 서자(庶子) 및 서얼(庶孼)들의 관직임용 제한 규정을 만든다.
이때 구성된 서얼 금고령과 적서 차별 제도는 성종 때 세부조항을 성종이 직접 지어 반포함으로써, 재가녀(재혼 여성) 자손 금고령과 함께 하나의 규정으로 정착되어 영조때까지 서얼의 관직 임용을 규제하는 수단으로 작용하여 많은 서얼들의 자유로운 활동의 제한 및 사회적 차별을 유발하게 되었다.
조선 초기까지만 해도 고려의 유신(遺臣)을 자처하며 새 조정에 협력을 거부하는 인사들이 있었다. 그러나 태종 중반 이후 서서히 고려 유신 세대는 사라졌고, 그 아들, 손자 세대는 새 조정에 출사하게 되었다.

#### 전기

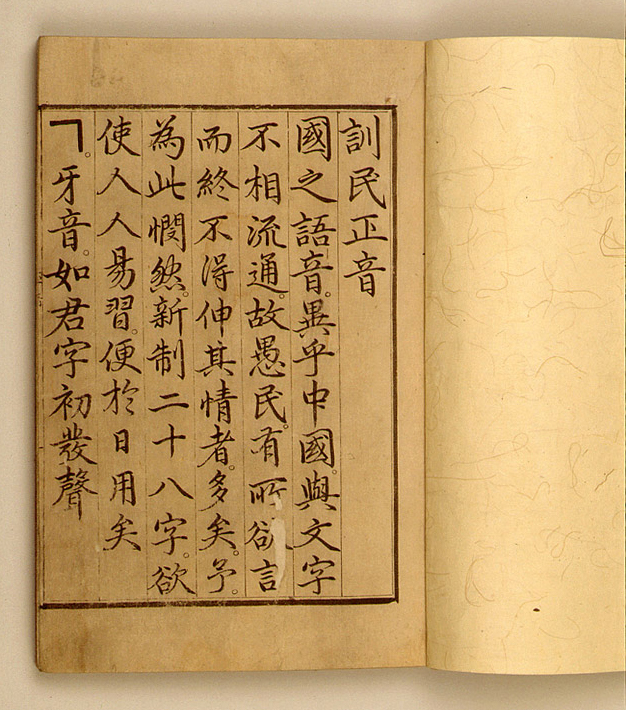
훈민정음

이렇게 다져진 안정을 기반으로 등극한 세종은 학문·군사·과학·문화 등 모든 면에서 큰 업적을 이룩하였고 정치는 안정되어갔다. 또 국방을 안정시킬 목적으로 북방 지역인 4군 6진을 개척하여 국경선을 확정시켰으며, 화포 제작 및 조선 기술 발전 등을 통해 왜구의 약탈을 방지하였다. 또한 궁중 안에 정책 연구 기관인 집현전을 설치하여 학문을 진흥했다. 또한 훈민정음을 창제하고 측우기와 금속 활자를 개량하였으며 아악을 정리하였다.
세조는 태종처럼 신하의 권력을 제한하고, 왕권을 강화하기 위해 호패법을 다시 복원하고, 《동국통감》, 《국조보감》 등을 만들기도 하였다.성종은 개국 이후의 문물 제도를 정비하였다. 또한 세종 때부터 이어온 법전 편찬 사업이였던 《경국대전》의 편찬을 완성하고 국가의 의례서인《국조오례의》를 편찬하였다. 또한 온건파 신진사대부의 후예들인 영남의 사림파를 등용하여, 공신 세력인 훈구파를 견제하였다. 이로써 조선 왕조의 통치 체제가 확립되었다.
15세기 말부터 지방의 사림 세력이 정계에서 세력을 키우기 시작했다. 연산군의 거듭된 실정에 견디지 못해 사림파를 중심으로 일어난 중종 반정을 통해 중앙 정계에 대거 진출한 사림파는 명종 때 비소 훈구파를 몰아내고 조정의 실권을 잡았다. 이 때부터 사림은 동인과 서인으로 나뉘어 붕당정치가 시작되었다.

#### 중기
고려 말기의 온건 혁명파 신진사대부의 후예이며 학맥상으로는 정몽주의 후예들이었던 사림은 세조 대에 김종직 등이 중앙 정계에 진출한 이래 꾸준히 세력을 넓혀 나갔다. 김종직은 비록 조의제문을 지어 세조의 찬탈을 비난했지만, 이후 성종 대에 훈구 공신 세력을 견제할 목적으로 사림파 들을 본격적으로 등용하면서 서서히 영향력을 확대한다. 동시에 이들 사림은 향촌에서 향약과 소학 등을 보급함으로써 지역적 기반을 다져놓기도 한다.
처음에는 신진 사류들이 빈번히 사화를 당하여 벼슬을 그만두고 지방에 내려가 학문에만 열중하는 경향이 있었으나, 선조 때에는 이들을 등용하기 시작하여 마침내 사류들이 승리를 거둔 셈이었다. 그러나 이번에는 사류들 사이에 다시 대립이 생겨 자기 일파만이 정권을 장악하기 위하여 대대로 서로 싸우게 되니, 이를 당쟁이라 한다. 이렇게 되자 처음에는 지방 자제들을 교육시키기 위해 세워진 서원이 나중에는 모두 넓은 토지를 소유하여 지방 세력의 중심을 이루고 끈덕진 당쟁의 기반이기도 하여 심한 폐단을 나타내었다.

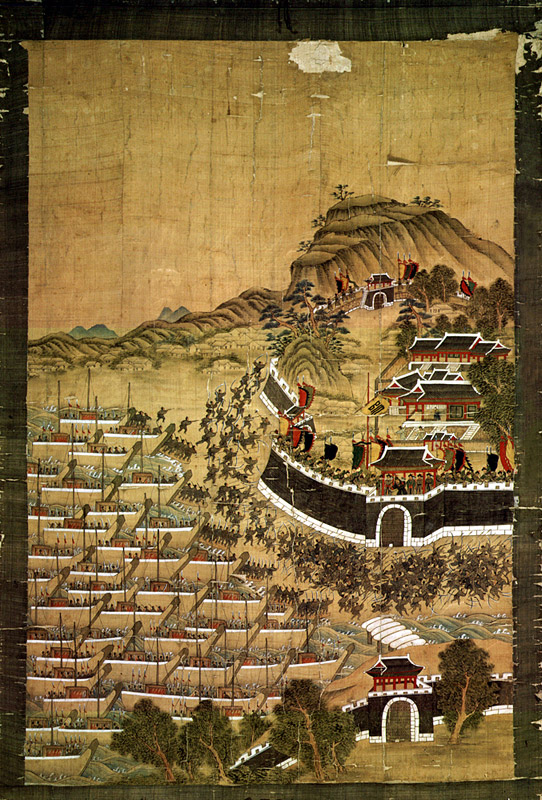
임진왜란 부산진 전투를 담은 부산진순절도

1592년, 일본을 통일한 도요토미 히데요시는 20만 병력을 이끌고 조선을 침략해 왔는데, 이를 임진왜란이라고 한다. 미처 전쟁 준비가 되어 있지 않았던 조선군은 대규모 조총 부대를 앞세운 일본군에 크게 고전하여 선조가 한양을 버리고 의주까지 피난을 가야 했다.
그러나 한 번도 패배하지 않고 일본 수군을 대파한 이순신이 지휘한 조선 수군에 의해 일본 육군은 보급이 끊기다시피 하여 곤란을 겪었고, 전국 각지에서 자발적으로 조직된 의병들의 활약과 명나라의 지원으로 조선군은 7년 만에 일본군을 몰아냈다.
선조의 뒤를 이어 즉위한 광해군은 일본과 두 차례의 전쟁을 치른 후 피폐해진 국토를 정비하기 위해 사림 정치를 배제하고 왕권을 강화하기 위해 노력하였다. 또한 실리를 중시한 외교를 펼쳐, 새롭게 떠오르는 청나라와 망해가는 명나라 사이에서 중립 외교를 표방하였다. 그러나 광해군과 그를 지지하는 북인에 의해 정계에서 배제된 서인과 남인은 권력을 획책하기 위해 연합하여 1623년에 광해군을 몰아내어 인조를 옹립하였다 (인조반정).
인조는 다시 명나라와의 친선 정책을 펼쳤고, 이에 자극받은 청나라는 1627년(정묘호란)과 1636년(병자호란) 두 번에 걸쳐 조선에 침입하였다. 조선은 이 전쟁에서 패하여 청나라에게 항복을 선언하고 청나라를 섬기게 되었다.
전란으로 인하여 국토는 황폐해지고, 국가 재정은 고갈되었으며, 백성들은 비참한 생활을 강요당하였다. 이후 청나라에게 당한 수치를 씻자는 북벌론이 대두되었으나, 실천에 옮겨지지는 못했고, 청나라를 본받자는 북학론이 대두되었다.

#### 후기

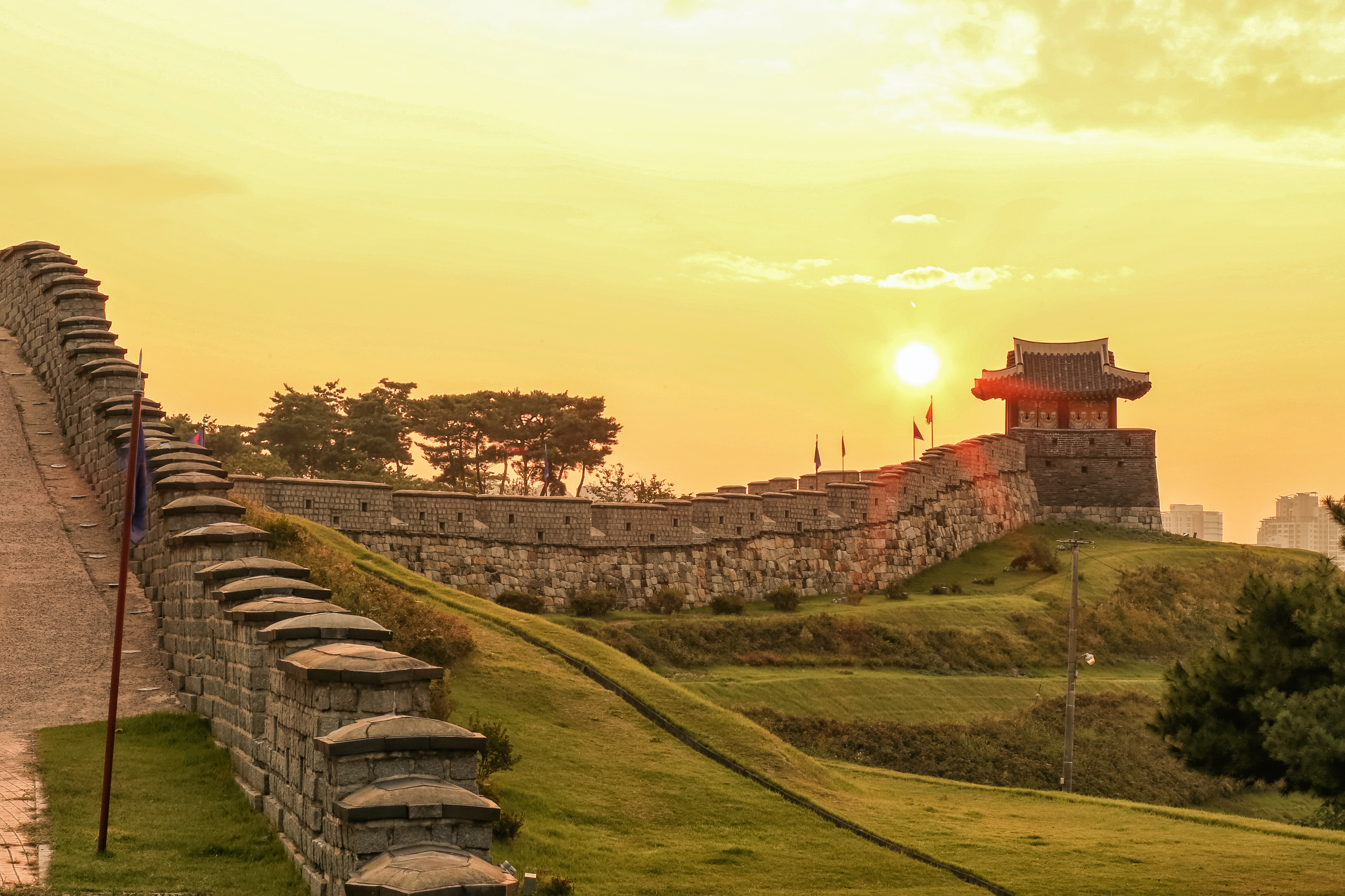
정조가 건설한 수원 화성

조선 후기의 정치는 붕당을 중심으로 형성되었는데 마침내 서인은 17세기 중반의 예송 논쟁에서 남인에게 권력을 넘겨준다. 그러나 1680년 경신환국으로 서인이 권력을 잡은 뒤 균형이 무너져, 서인은 남인을 철저히 탄압하였다. 이어 서인에서 분열된 노론과 소론이 대립하였다.
이에 따라 영조는 당쟁을 타파하기 위해 노론과 소론의 온건파를 기용하는 한편, 통치 이념으로 탕평론을 채택하였다. 영조의 강력한 탕평정치로 인해 왕권이 강화되고 붕당정치의 힘은 약화되었다.
영조의 이러한 노력으로 탕평정치는 그의 손자인 정조에게로 이어진다. 정조는 영조의 탕평정치 의지를 받들어 더욱 발전시켜 나갔다. 또한 규장각을 붕당의 비대화를 막고 임금의 권력과 정책을 뒷받침할 수 있는 강력한 정치 기구로 육성하였으며, 신진 인물이나 중·하급 관리 가운데 능력 있는 자들을 재교육시키는 초계문신제(抄啓文臣制)를 시행하였다.
1800년 8월 18일 정조가 갑작스럽게 서거하고 그의 어린 아들 순조가 즉위하자, 순조의 장인 김조순이 정권을 장악하여 안동 김씨 집안의 세도정치가 시작되었다. 이후 순조·헌종·철종 3대에 걸친 안동 김씨와 풍양 조씨 등 외척 세력의 세도 정치가 60여 년 동안 계속되었다. 기형적인 정치 형태인 세도정치는 온갖 부정부패를 야기했는데 전정(田政)·군정(軍政)·환곡(還穀) 등 이른바 삼정(三政)의 문란이 그 대표적인 경우다.
세도정치로 인한 사회적 혼란이 계속되자 민란이 여러 차례 일어났는데 이중 가장 대표적인 것이 순조 때의 홍경래의 난, 철종 때의 진주민란 등이다. 그럼에도 불구하고 세도 정권의 탐학과 횡포는 날로 심해져 갔고 재난과 질병이 거듭되었다. 특히, 19세기에 들어와서는 이런 현상이 더욱 심해져 백성들의 생활은 그만큼 더 어려워져 갔다.
이와 전후하여 서양의 천주교(天主敎)가 전래되었고, 최제우가 창시한 동학(東學)이 창시되었으나 모두 박해를 당하였다.

#### 말기

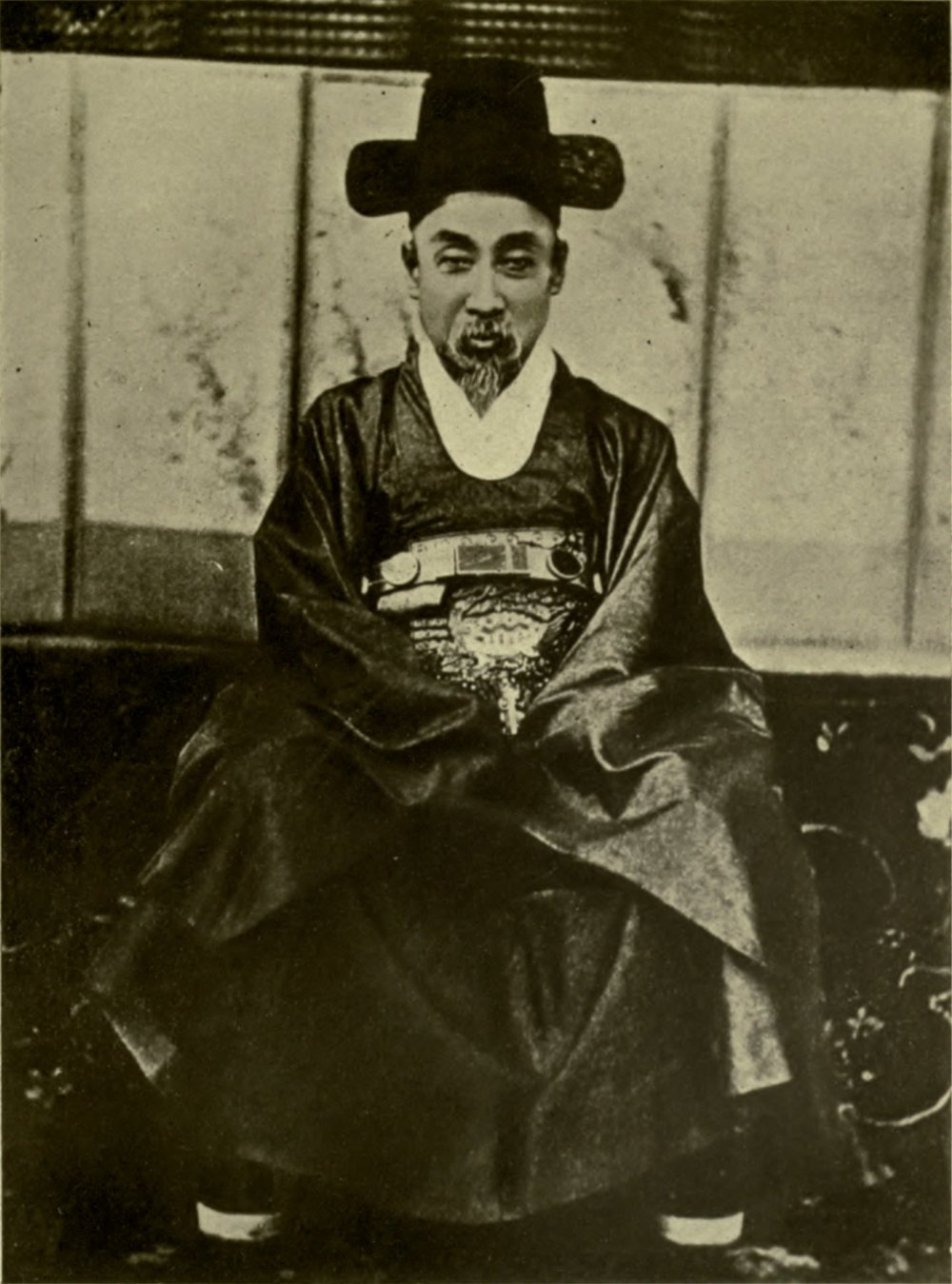
흥선대원군

철종의 뒤를 이어 흥선군의 어린 둘째 아들인 고종이 즉위하였다. 고종의 아버지인 흥선대원군은 세도 정권을 무너뜨리고 민중들의 원망을 사고 있던 조세 제도를 개정하였다. 또한 서원을 철폐하고 의정부와 삼군부의 기능을 회복시켜 왕권 강화를 꾀하였다.
흥선대원군은 재정이 어려움에도 불구하고, 왕실의 권위를 높이기 위해, 임진왜란 때 불타서 소실된 경복궁을 중건하는 데 재정을 투입하였다. 그것을 위해 수많은 백성들이 세금과 강제 노동, 당백전으로 인한 엄청한 인플레이션에 큰 고통을 겪어야만 했다.
흥선대원군은 프랑스와 미국의 통상강요를 물리치고 통상 수교 거부 정책을 유지하였다. 1873년 흥선대원군이 실각하고 여흥 민씨 정권이 들어서면서 대외정책이 개방되었다. 이어 1876년 2월 27일 일본과 강화도 조약을 체결하여 문호를 개방하였으며, 이후 미국 등 서구 열강들과도 외교 관계를 맺었다.
1882년에는 구식 군인의 차별대우에 따른 저항으로 임오군란이 일어났는가 하면, 1884년 12월 4일에는 김옥균을 중심으로 하는 급진 개화파가 중심이 되어 개화정권을 수립하려는 시도인 갑신정변이 일어나기도 하였다. 갑신정변은 당시로서는 진보적인 사상을 반영하였으나 청나라의 개입으로 3일만에 무너졌으며, 일본에 지나치게 의존했다는 점에서 비판을 받기도 한다.
조정의 개화 정책 추진과 유생층의 위정 척사 운동은 점점 격화되는 열강의 침략 경쟁에 효과적으로 대응하지 못하였다. 더욱이 근대 문물의 수용과 배상금 지불 등으로 국가 재정이 궁핍해져 농민에 대한 수탈이 심해졌고, 일본의 경제적 침투로 농촌경제가 파탄에 이르게 되었다.
이에 농민층의 불안과 불만이 팽배해졌고, 정치·사회에 대한 의식이 급성장한 농촌 지식인과 농민들 사이에 사회 변혁의 욕구가 높아졌다. 인간 평등과 사회 개혁을 주장한 동학은 당시 농민들의 변혁 요구에 맞는 것이었고, 농민들은 동학의 조직을 통하여 대규모의 세력을 모을 수 있었다.
전봉준을 중심으로 고부에서 일어난 동학 농민군은 전라도 지역을 장악하고 집강소(執綱所)를 설치하며 개혁을 실천해나갔다. 그러나 조정의 개혁이 부진하고 일본의 침략과 내정 간섭이 강화되자 농민군은 외세를 몰아낼 목적으로 다시 봉기하여 서울로 북상하였다. 그러나 우금치에서 근대 무기로 무장한 관군과 일본군에게 패하고 지도부가 체포되면서 동학 농민 운동은 좌절되었다.

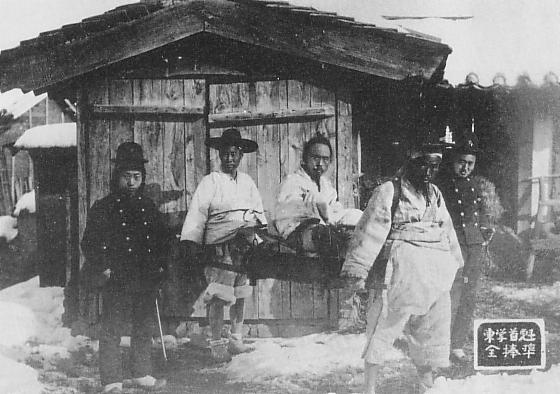
동학 농민 혁명의 선봉장 전봉준의 압송을 담은 사진

일본은 조선에 파병된 청나라 군대를 공격하여 청일 전쟁을 일으킴과 동시에 무력으로 경복궁을 점령하고 고종을 협박하여 친일적 개혁을 이루게 되는데, 이른바 갑오개혁이다. 청일 전쟁에서 승리한 일본은 대륙 진출의 발판을 마련하였다. 이에 불안을 느낀 러시아는 독일과 프랑스를 끌어들여 일본에 대한 삼국간섭을 시도하였다. 이에 고종은 반일정책을 구체화하였다.
위기감을 느낀 일본 공사 미우라 고로는 일본군 수비대와 낭인 등을 집합시켜 몰래 경복궁에 난입시킨 후 친러시아파인 명성황후를 암살하였다(을미사변). 1895년 10월에 일본의 강요에 따라 김홍집을 내각수반으로 하는 새로운 조정 내각이 구성된다. 이때 김홍집 내각의 개혁 정책 중 하나였던 단발령은 전국에 있는 유생들과 백성들의 거센 반발을 불러 일으켰다.
또한 명성황후 시해 사건으로 인해 조선에서는 반일 감정이 극도로 고조되었고, 위정척사를 주장하는 선비들의 주도 아래 전국적으로 의병이 봉기하였다(을미의병). 한편 고종은 1896년 2월 11일에 경복궁에서 러시아 공사관으로 피신하는 아관파천을 단행하였다.
한국사에서의 근대는 일반적으로 1864년 1월 고종의 즉위와 흥선대원군 집권부터 1945년 광복까지의 시기로 분류된다.

### 대한제국

대한제국의 국기

대한제국(大韓帝國)은 1897년(광무 원년) 10월 12일부터 1910년(융희 4년) 8월 29일까지 존속한 제국이다.
대한제국의 성립을 전후하여 독립협회의 입헌군주제 추진 운동과 민권운동이 활발했으며, 정부 주도의 근대적 개혁인 광무 개혁이 실시되었다. 그러나 이러한 개혁 정책은 근본적인 개혁이 아닌 '구본신참' 성격의 점진적인 개혁으로 집권층의 보수적 성향과 열강들의 간섭을 받아 큰 성과를 거두지는 못하였으며, 독립협회도 수구파의 거센 저항을 받아 해체되었다. 또한 이 시기에 서구의 문물과 사상이 더욱 유입되었다.
한편 일본은 러시아와 대립하면서 1904년 2월 23일, 일본제국이 대한제국에게 '한반도내에 영토, 시설등 군사적 이용을 협조할것'을 강요하는 내용의 한일의정서를 체결하였고, 1904년 8월 22일 제1차 한일 협약을 강제로 체결하여 외교, 재정 등 각 분야에 고문을 두고 대한제국의 내정에 간섭하였다(고문정치).
1904년 한반도와 만주의 패권을 둘러싸고 러일 전쟁이 발발했는데, 1905년 포츠머스 조약을 통해 일본제국이 전략적인 승리를 얻게되어 한반도에 영향권을 행사하게 된다. 이어서 1905년 11월 17일, 일본은 일방적으로 공포분위기를 조성해 제2차 한일 협약 (을사 조약)의 성립을 발표하여 대한제국의 외교권을 강탈하고, 한성에 한국통감부를 설치하였다(통감정치).
이에 사회의 각계각층에서는 일본제국의 침략을 규탄하고, 을사늑약의 폐기를 주장하는 운동이 거세게 일어났다. 특히 오적 암살단 등이 조직되어 친일파 처단에 앞장섰으며, 다시 의병이 조직되어 무장 항전을 벌였다. 1905년 이후에는 대한 자강회와 대한 협회, 신민회 등이 국권 회복을 위한 애국 계몽 운동을 전개하였다.

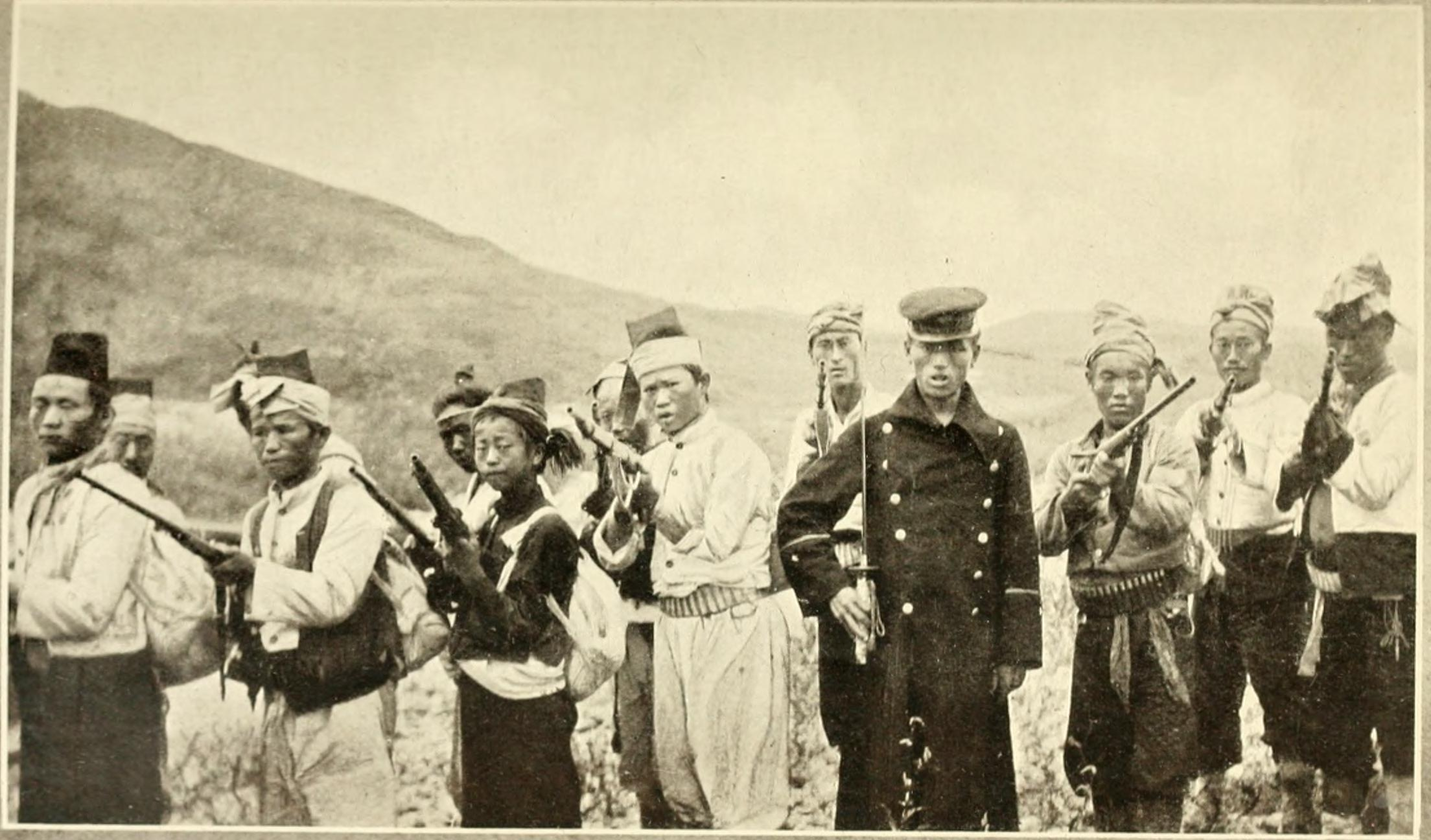
1907년 정미의병 당시 병사들

1907년 헤이그 특사 사건의 결과로 일본에 의해 고종 황제가 강제로 퇴위당하고, 순종이 즉위하였다. 순종이 즉위한 직후 일본은 통감부의 권한을 더욱 강화하기 위해 한일신협약을 강제로 체결하여 대한제국 정부의 각 부처에 일본인 차관(次官)을 두어 제국의 내정에 노골적으로 간섭하였으며(차관정치), 이면 협약을 통해 군대를 강제로 해산(軍隊害刪)하였다.
이에 반발한 군인들이 의병과 가담하여 의병 운동의 양상은 전국적인 의병 전쟁으로 확대되기도 하였다. 그러나 일제는 1909년 7월 12일 기유각서를 통해 대한제국의 사법권과 경찰권을 빼앗고, 전국적인 의병의 저항을 60일간의 남한 대토벌 작전 등으로 무력 진압하였다. 결국 대한제국은 1910년 8월 29일, 한일 병합 조약(韓日倂合條約)으로 일제(日帝)의 특별 행정 구역으로 들어가며 국권을 강탈당했다.(경술국치)

### 일제강점기
일제강점기(日帝強占期))는 일본 제국(이하 일제)이 한반도를 강제적으로 점령하여 식민지로 삼은 시기로서, 제1기인 무단 통치 시기, 제2기인 민족 분열 통치 시기(소위 문화통치), 제3기인 민족 말살 통치 시기로 나뉜다.

#### 1910년대
1910년대는 일제가 조선 총독부를 설치하고, 군대를 파견하여 의병 활동을 억누르고 국내의 저항 세력을 무단으로 통치한 시기이다. 언론, 집회, 출판, 결사의 자유 등의 기본권을 박탈하고, 독립운동을 무자비하게 탄압하였다. 또, 헌병 경찰과 헌병 보조원을 전국에 배치하고 즉결 처분권을 부여하여 한국인을 태형에 처하기도 했다.
토지조사사업을 공포하여 식민지 수탈을 시작하였고, 회사령을 공포하여 국내의 자본 세력을 억압하고 일본 자본 세력의 편의를 봐주었다. 이 시기의 한국인 노동자는 극악한 환경과 저임금, 민족적 차별까지 받으며 혹사되었다. 또 산림령, 광업령, 어업령을 공포하여 민족자원약탈을 적극적으로 수탈하였다.
한편 한일병합으로 국내에서 민족 해방 운동이 어렵게 되자 민족 해방 운동가들은 국내에서는 비밀결사형태로 조직되었다. 근대 때부터 존재해왔던 대표적 비밀결사 항일 운동 단체인 신민회는 안악 사건과 105인 사건을 계기로 해체되고 말았다.
해외에서는 만주와 연해주. 미주 지역 등에서 민족 해방 운동의 근거지를 마련하는 데 힘을 쏟았다. 특히 만주와 연해주 일대는 토지조사사업으로 토지를 빼앗긴 농민들이 많이 이주하여, 간도 일대에 한인촌, 연해주 일대에 신한촌 등을 형성하여 독립운동 기지 건설에 큰 도움이 되었다.

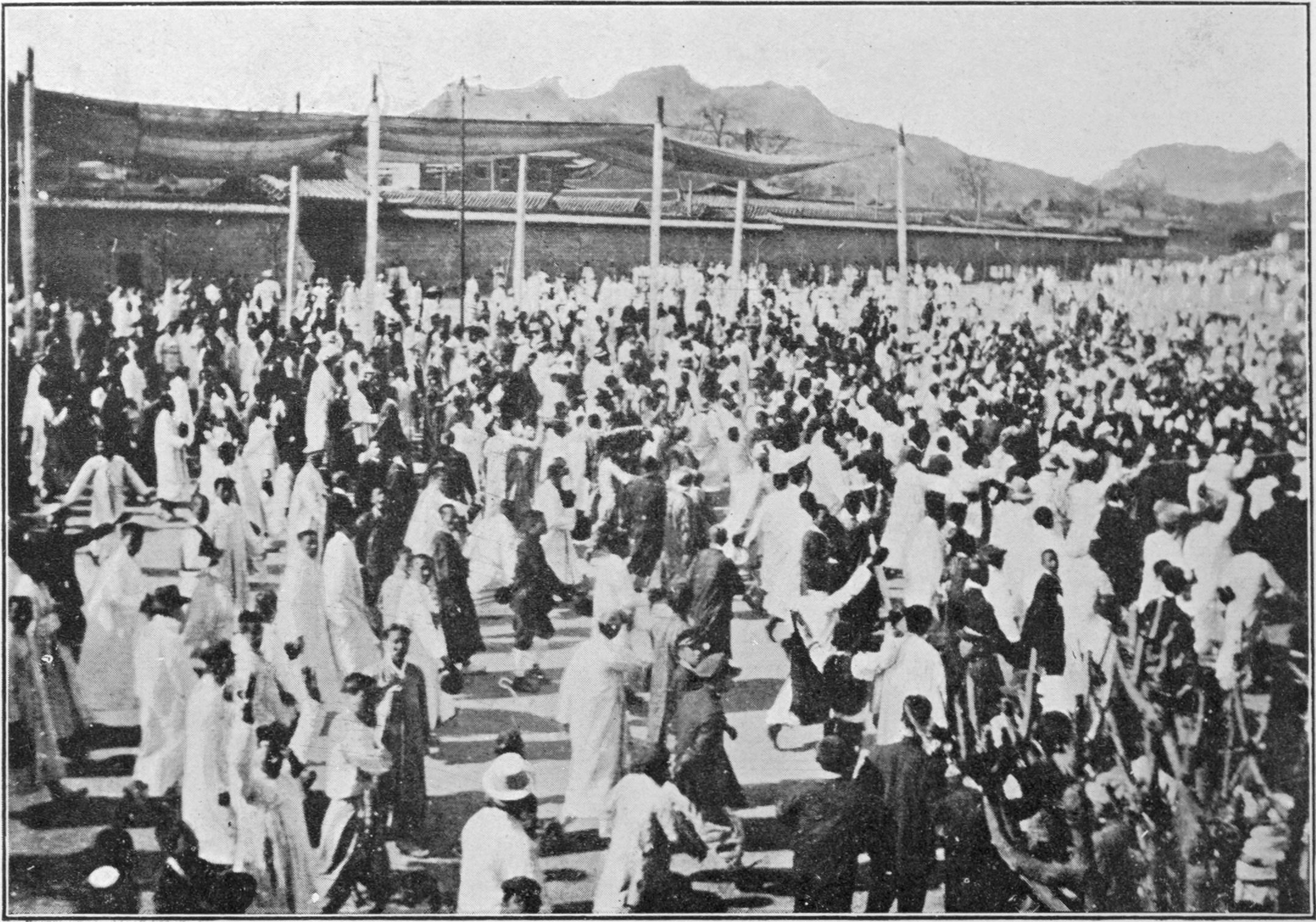
1919년 3·1 운동 당시 경성 거리에서 시위를 벌이는 시민들

일제의 탄압에 핍박받던 한국인들은 제1차 세계 대전 직후 전개된 세계적인 민족해방운동의 조류에 편승하여 1919년 대규모 민족해방운동을 전개했다. 미국 대통령 우드로우 윌슨의 민족 자결주의 발표는 국내의 독립운동가들을 고무시켰고, 이는 파리 강화회의에 신한청년당 대표 김규식을 파견하는 것과, 2·8 독립 선언에 이어 고종의 장례에 맞춘 3·1 운동으로 이어진다. 조선 인구 중 2.76%에서 2.97%이 참여한 이 운동은 약 3개월 가량 진행되었으며, 조선총독부의 강경 진압으로 막을 내렸.
3·1 운동 이후 일제는 무단통치만으로는 조선을 효과적으로 지배할 수 없다는 판단 하에, 친일파를 육성하기 위한, 이른바 '문화통치'을 시행했다. 이 문화통치는 가혹한 식민 통치를 은폐하려는 술책에 불과했다. 헌병 경찰제를 보통 경찰제로 전환하였지만, 경찰의 수와 장비는 오히려 증강되고, 독립운동가를 색출하기 위한 '고등경찰제'를 도입하기도 하였다.

#### 1920년대

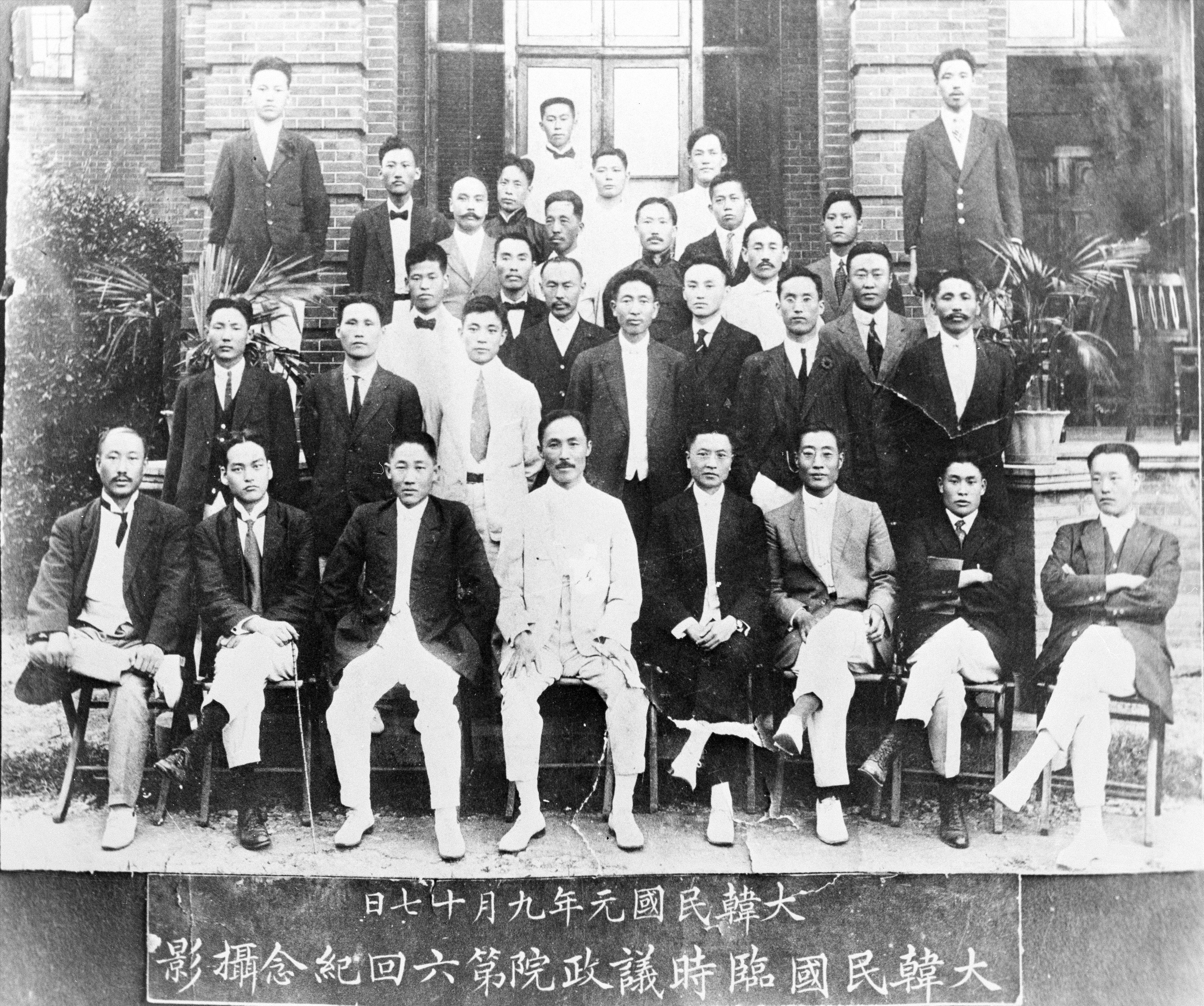
1919년 9월 17일 제6차 임시의정원 폐원식 기념 사진.

3.1 운동의 무자비한 진압을 보고 충격을 받은 한국의 독립운동 진영 내에서는 무장 투쟁론과 외교 독립론 외에 실력 양성론이 나타난다. 윤치호, 안창호, 이광수, 신흥우, 김성수, 안재홍 등으로 대표되는 이들은 교육과 문화 사업 등을 통해 민족의 실력을 양성한 뒤에 독립이 가능하다 판단하고, 학교 설립, 신앙 활동, 계몽 활동, 언론 활동, 문화 사업 등을 추진해 나간다.
그리고 일제는 무단통치시기에 금지되었던 언론`출판의 자유를 일부 허용하여 신문 발행을 허가하였다. 이 때에 탄생한 동아일보와 조선일보는 후일 한국 사회의 주류 언론으로 성장한다. 그러나 20년대 초 신문에 대한 검열을 통해 삭제, 정간, 폐간을 자행하였다. 또한 결사의 자유를 일부 허용하여 단체의 설립을 일부 인정하였으나, 1925년 치안유지법을 제정하여 조선인을 기만하였다. 
 또 조선인의 교육의 기회를 늘리겠다고 선전하였다. 그러나 식민지 노동력 양성을 위한 산학과 같은 초급 학문이나 기술 교육만을 허용하였고, 민립 대학 설립을 위한 운동도 탄압하였다.

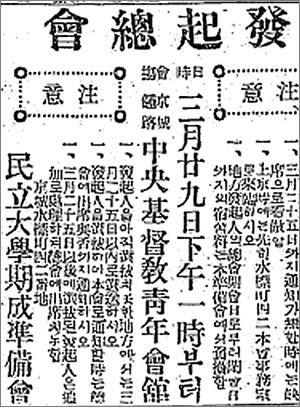
민립대학설립운동 홍보 광고(1923년 3월 20일자 동아일보)

일제는 조선인을 기만하고 식민통치를 은폐하려는 목적으로, 민족의 분열과 이간을 조장하였다. 실력양성운동을 주장하던 민족주의세력 내에서 자치론자가 등장하였다. 이들은 조선총독부와 일본 제국을 상대로 조선인의 자치권을 청원하는 운동을 계속하였다.
한편 해외에서는 3·1운동에서 드러난 조선 민족의 독립의지를 담아 1919년 4월 중국의 상하이(上海)에서 대한민국 임시정부를 발족시켰다. 그러나 내부의 독립운동 방법론 차이에 따른 분열과 일제의 방해 공작으로 인해 임시정부 주도의 독립 운동은 한동안 그 세력이 약화되었다. 또한 간도와 만주 연해주의 조선 동포들을 기반으로 조직된 항일무장단체들은 3·1운동을 계기로 압록강과 두만강을 중심으로 한 국경 지방에서 격렬한 무장투쟁을 벌였다. 특히 김좌진이 이끄는 북로군정서군은 청산리 전투에서 일본군을 물리쳤다.
국내에는 천마산대, 구월산대 등의 유격활동을 하는 게릴라부대 등이 존재하였다. 특히 천마산대는 임시정부와 국내를 연결하는 역할도 하였다.
국내에서는 천도교 계열과 사회주의자의 연대가 계기가 된 6·10 만세 사건(1926년)과, 해외에서의 불어온 좌우합작의 분위기로 인해 국내에서도 민족유일당 운동이 전개되었다. 이 때에 만들어진 것이 일제강점기의 가장 큰 민족단체였던 신간회이다. 신간회는 자치운동을 주장하는 세력과 결별한 비타협적 민족주의 세력과 사회주의자 계열이 모여 만든 좌우합작단체인데, 국내의 많은 대중운동을 주도해 나갔다. 3·1 운동 이후 가장 큰 항일 운동이었던 광주학생운동(1929년)에도 신간회는 진상조사단을 파견하고, 노동운동이 항일운동으로 변화되는 성격을 지닌 원산 총파업도 지원하였다. 특히 신간회는 많은 사회 대중운동을 주도해 나갔는데, 대표적인 여성 단체였던 근우회를 자매단체로 두기도 하였고, 형평 운동이나 청년 운동 등 많은 대중 운동을 지원하기도 하였다.
국내외에서 일본요인의 암살, 파괴활동을 적극적으로 펴나가는 김원봉이 주도하는 의열단 투쟁도 활발하였다.
무장투쟁 외에도 자체적인 실력 양성론이 전개되어 김성수 계열과 조만식 계열을 중심으로 일본과 외국계 자본에 대항하는 국내 자본 양성 노력이 시도되었다. 안재홍과 정인보 등은 유적지 발굴과 역사 연구를 진행해 나갔고, 장택상 등은 해외로 반출되는 고미술품을 매입하여 유물의 반출을 차단하였다.

#### 1930년대와 1940년대

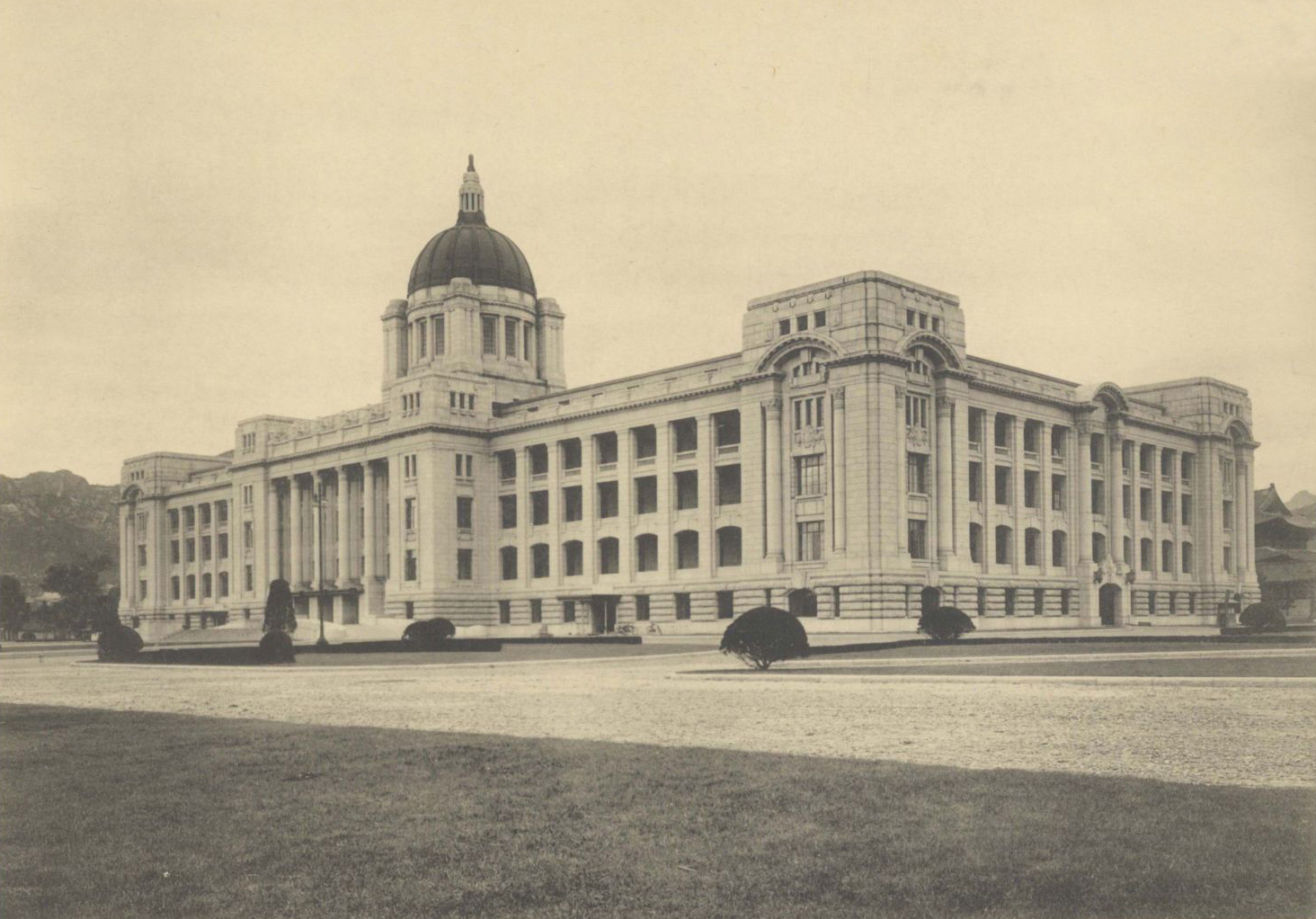
조선총독부 청사

1920년대 대공황에 시달리던 일제는 그 타개책으로 식민지 확보를 통한 블록경제를 선택하였다. 그에 따라 1930년대 일제는 만주사변을 시작으로 대륙침략을 본격적으로 시작하면서 한반도를 대륙 침략의 병참기지로 삼았다. 또한, 1941년 일제가 미국의 진주만을 선전 포고도 없이 불법적으로 기습함으로써 태평양 전쟁이 발발하였다.
조선에서는 일제의 강제 징용으로 이른바 국가총동원령을 내려, 한국인 노동력이 착취되었고, 학도 지원병, 징병제 등을 실시하여 수많은 젊은이를 전쟁에 동원하였다. 또, 젊은 여성을 정신대라는 이름으로 강제 동원하여 군수 공장 등에서 혹사시켰으며, 그 중 일부는 전선으로 끌고 가 일본군 위안부의 명목아래 성노예로 삼는 만행을 저질렀다.
한편 침체되었던 대한민국 임시정부의 독립 활동은 김구를 중심으로 한인 애국단의 활약으로 다시 살아나기 시작했다. 애국단의 일원이었던 이봉창, 윤봉길의 의거로 중국 국민당 정부의 지원도 끌어내 후에 중일전쟁 이후에 창설된 한국 광복군의 발판이 될 수 있었다.
30년대의 독립 운동의 중심점은 김원봉과 김규식이 주도하는 조선민족혁명당이었다. 이후 김원봉과 김규식, 그리고 민족혁명당 산하의 조선의용대 일부 세력이 대한민국 임시정부에 합류하였다.

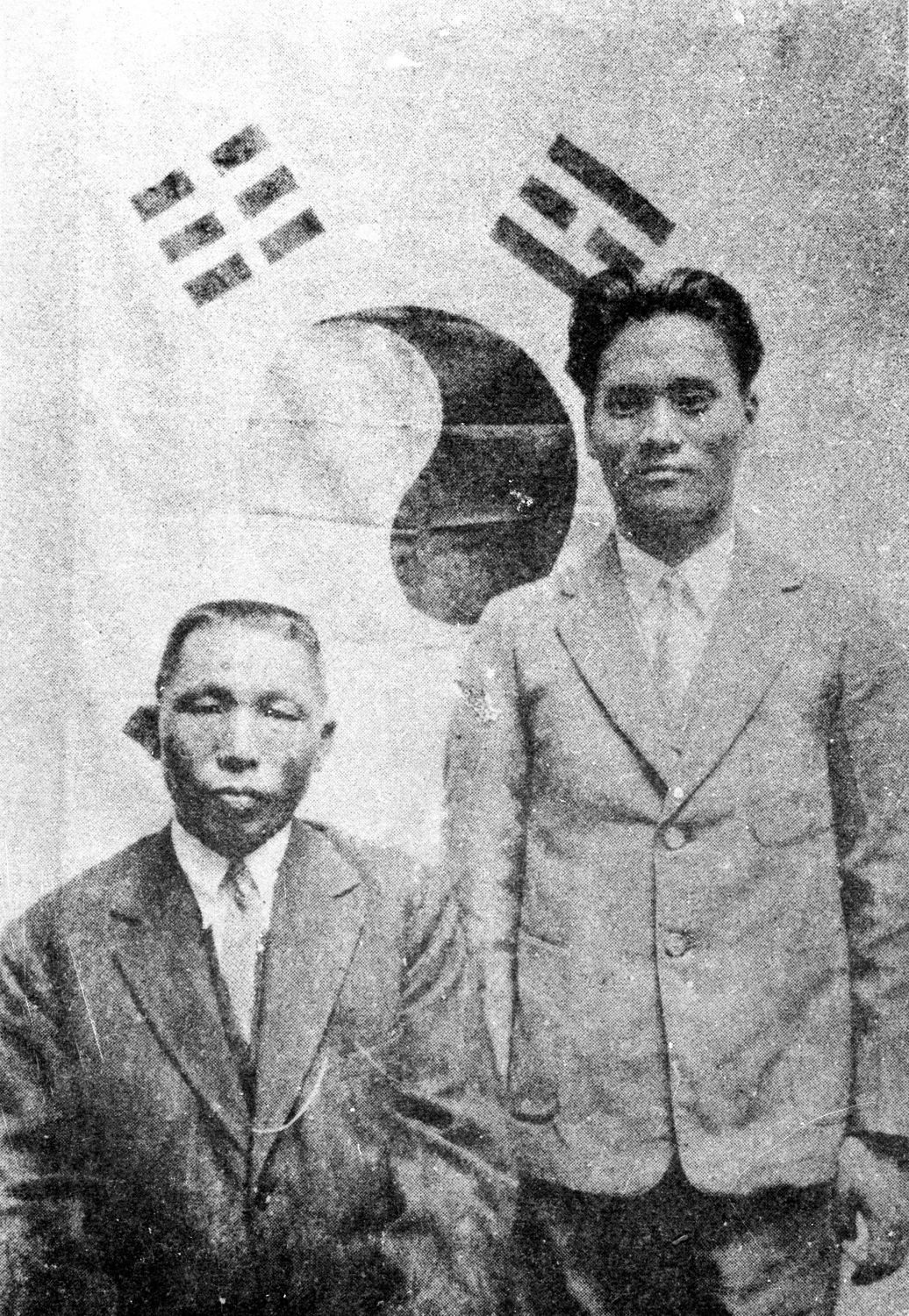
대한민국 임시정부의 김구와 한인애국단 윤봉길

만주지역에 자유시 참변과 미쓰야 협정으로 사실상 중단된 무장 독립 투쟁 노선도 1930년대 초반부터 한중연합작전을 전개해 다시 재개되었다. 그러나 만주침략이 본격화 된, 만주국 수립 이후에는 만주에서의 무장 투쟁이 힘들어지자, 지청천과 같은 혁신의회 계열의 한국독립군 인사들은 임정의 요청을 받고 중국 관내로 이동하기도 하였다. 하지만 이같은 여건 속에서도 만주에서는 한중연합작전을 넘어선 한중연합부대인 동북항일연군을 조직하여 활동하기도 하였다.
중일 전쟁 이후 중국 관내에서는 많은 항일 무장 부대가 편성되기 시작하였다. 김원봉과 김규식, 지청천, 조소앙이 주도하는 조선민족혁명당 산하의 조선의용대와, 임시정부의 한국 광복군, 김두봉 등이 주도한 조선독립동맹 산하의 조선의용군 등이 대표적이다. 조선민족혁명당의 주도 인사들이 충칭의 임시정부로 합류하자, 당 산하의 조선의용대의 다수의 세력은 화북으로 이동하여 조선의용대 화북지대로 개편하였다. 그 후 화북지대는 조선의용군으로 개편하고 독립동맹의 산하 군조직으로 편성되었다.
1910년 이후로 침체되었던 외교독립론은 1933년 이승만이 제네바 회의에 참석한 것을 이후로 여러 국제 회의에 참석하여 한국의 독립을 승인해줄 것을 호소하였다. 외교 활동은 1930년까지도 미미하다가 1932년의 윤봉길, 이봉창의거를 계기로 활기를 띄게 된다. 이승만은 미국 정부를 상대로 한국 독립의 승인을 요청했고, 1941년의 태평양 전쟁 이후 그의 노력이 부분적으로 성과를 거두게 된다.
임시정부는 1941년 12월 9일, 연합군에 가담해 일본과 독일에 대해 선전포고를 발표하고 한국 광복군을 연합군과 연합작전을 시행하였다. 미얀마와 인도 일대에서는 영국군의 지원요청으로 주로 심리전 역할을 담당하였고, 미국의 OSS 전략사무국과 함께 정진군을 편성하여 국내진공작전을 준비하였으나, 1945년 8월 15일 일본이 항복하여 계획은 무산되었다.

## 현대

### 군정기와 6.25 전쟁

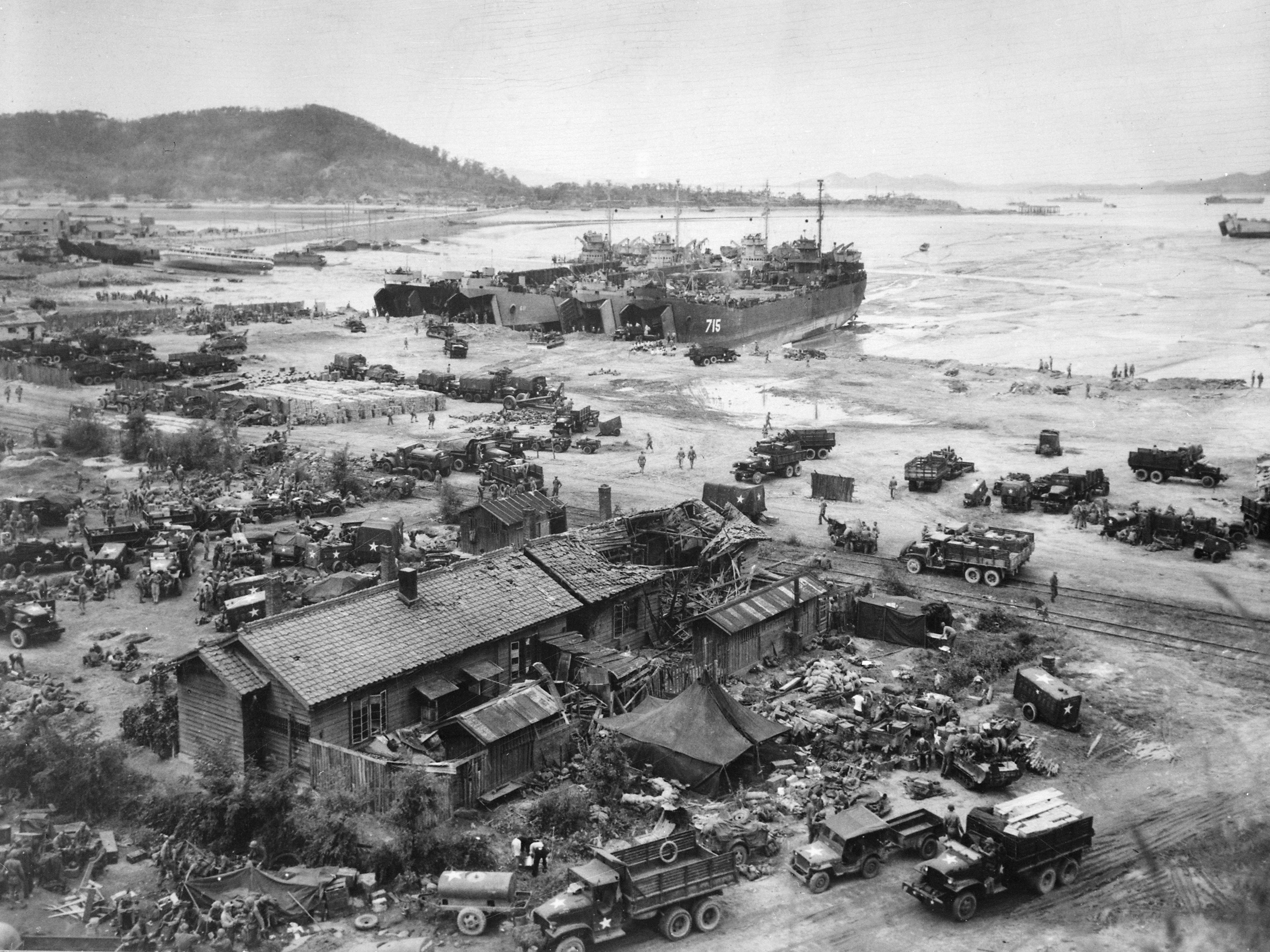
1950년 6.25 전쟁의 인천 상륙 작전

한국은 태평양 전쟁에서의 연합군의 승리와 미국의 히로시마·나가사키 원자폭탄 투하의 영향으로 1945년 8월 15일에 광복을 맞이하였다. 광복 직후 한반도내에는 건국준비위원회등이 치안과 행정권을 담당하여 혼란한 해방정국 상황을 일시적으로 수습하였으나, 9월 미∙소의 한반도 분할 정책과 포고령으로 불인정되었고, 곧이어 한반도에는 군정기를 맞게 된다. 
38선 이남 지역에는 미군이 주둔하는 미군정이 실시되었으며, 자본주의 체계의 무에서부터 유를 창조하는 것에 대해 성공을 도모하고자 했다. 좌∙우익 세력의 대립과 갈등이 심화되었고, 좌우합작운동등이 추진되었으나 구심점을 잃게 되었다. 트루먼 독트린을 계기로 냉전이 시작되면서 미소공동위원회가 결렬되는 등 통일국가의 논의가 멀어지고 분단이 고착화되면서 각자 만이라도 단독정부를 세워야 된다는 여론이 우세하게 작용했다. 결국 1948년에 38선 이남에서 총선거가 실시된 후 그해 8월 15일 대한민국 정부가 수립되었다.
한반도에 진주한 소련군도 38선 이북 지역에 군정을 실시하며 사회주의 체제 구축을 지원하였고, 1946년 2월 김일성을 위원장으로 하는 북조선림시인민위원회가 구성되어 사실상 정부 역할을 수행했다. 이후 1948년 2월 8일 조선인민군을 창설하고, 같은 해 9월 9일 최고인민회의에서 헌법을 채택하며 김일성을 수상으로 하는 내각을 수립, 1948년 9월 9일 조선민주주의인민공화국이 정식 출범하였다. 정부 수립 초기에는 박헌영 등 남로당 계열, 갑산파, 소련파, 연안파 등 다양한 세력이 연립내각을 이루었으나,
1950년 6월 25일에는 한국 전쟁을 거쳐 한반도 이남의 대한민국과 한반도 이북의 조선민주주의인민공화국으로 확실히 나뉘게 되었다.

### 대한민국

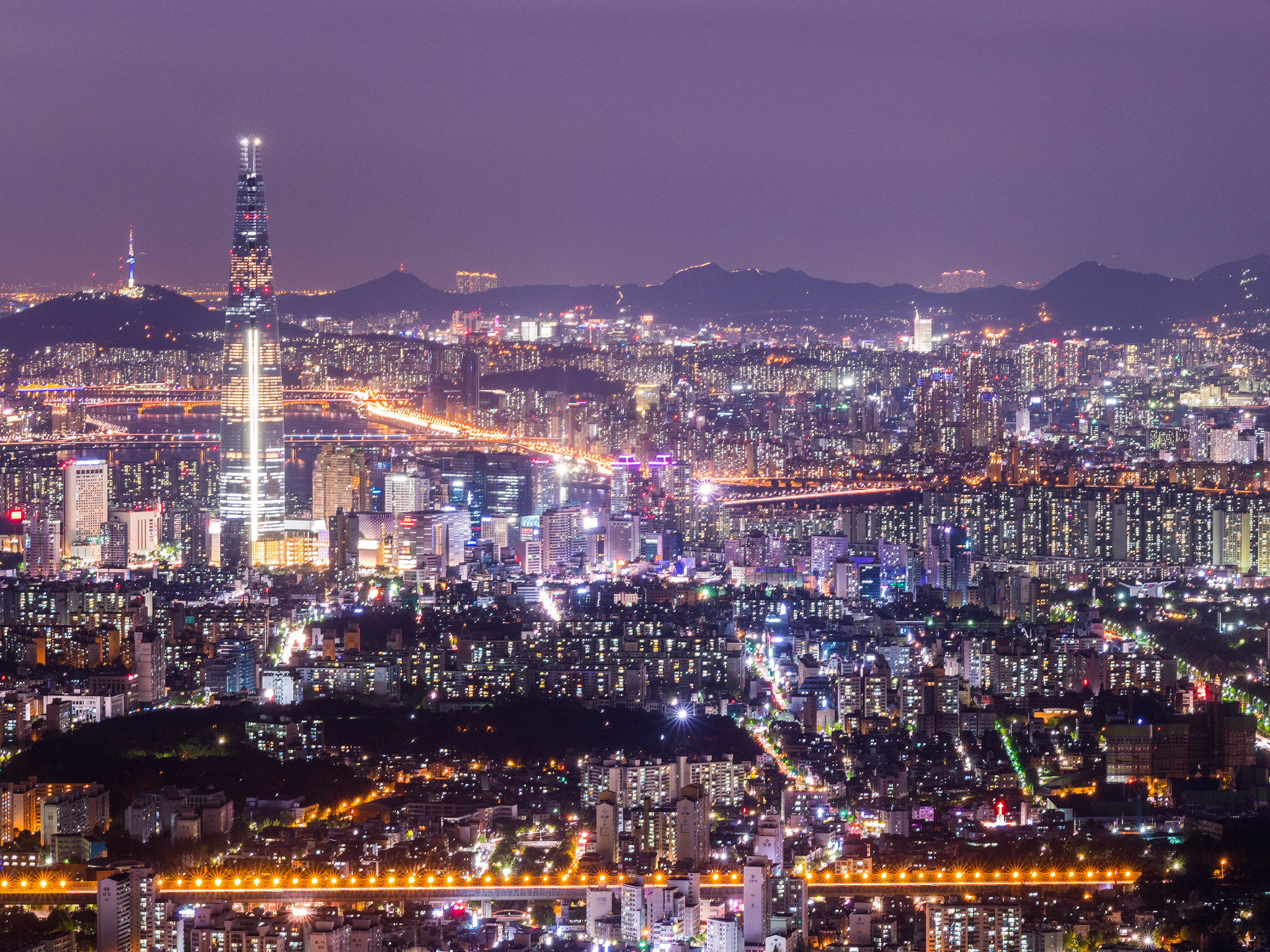
현대 서울의 야경

한국 전쟁 이후 대한민국은 전쟁으로 인한 참상과 깊은 후유증 속에, 1950년대 미국으로부터 경제 원조를 받으며 삼백산업으로 대표되는 경제 복구기에 접어들었다. 이승만 정부는 1960년 자유당의 영구집권 음모로 발생한 3·15 부정 선거의 여파로 부정선거 개표와 재선거를 촉구하는 시위가 4·19 혁명으로 번지면서 붕괴되었고, 허정의 과도내각을 거쳐 제2공화국이 수립되었다. 그러나 한국 최초의 정권교제인 제2공화국은 집권여당인 민주당의 구파, 신파간 갈등으로 1년만에 5·16 군사 정변으로 물러났다.
박정희 정부는 1960년대부터 경공업 및 경제개발계획을 수립 추잔하고, 1970년대 들어 중화학공업에 육성에 크게 기울이며 유례없는 고속 성장인 '한강의 기적'의 단초를 놓았다. 한편으로 박정희 정부는 1972년 10월 유신을 계기로 한 독재정권 수립으로 인해 대내외적인 민주 저항운동을 불러일으켰으며, 1979년 부마 민주 항쟁과 10·26 사건으로 인한 박정희 대통령의 암살로 절정에 달했다. 이후 12·12 군사 반란과 서울의 봄, 5·18 광주 민주화 운동 등의 정치적 혼란기를 거쳐 또다른 군사독재 정권인 전두환 정부가 출범하였다. 
1980년대에는 3저 호황의 여건에 따른 고도경제성장과 1987년 6월 항쟁과 대통령 직선제 개헌으로 인한 민주화의 달성을 이루었으며 1988년 서울 올림픽으로 대외적 신인도를 높이게 되었다. 1993년에는 첫 민간 출신 정부인 문민정부가 출범하였으며, 1997년에는 김대중이 대통령에 당선되며 평화적 정권교체가 처음으로 이루어졌다. 1997년 11월 IMF 금융 위기로 경제적 고난을 겪었으나 단기간 내의 극복을 거쳤으며 2002년 한일 월드컵 개최로 국민 단합의 기회를 갖게 되었다. 이와 함께 2000년대부터 시작된 한류 문화의 세계적 유행과 2010년 서울 G20 정상회의, 2018년 평창 동계올림픽 등의 국제적 행사 개최로 대한민국의 국력과 가능성을 인정받게 되었다.

### 조선민주주의인민공화국

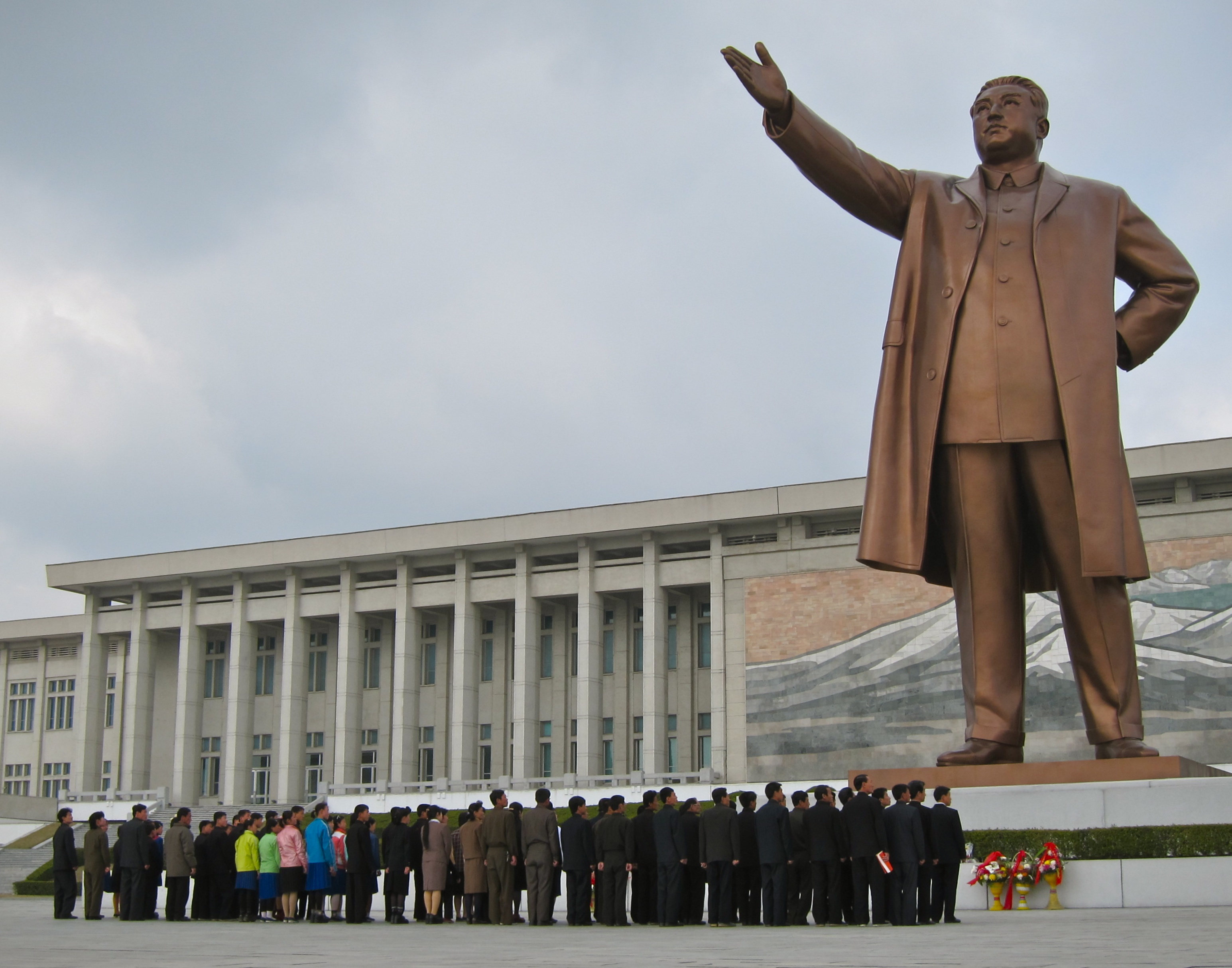
김일성 동상을 참배하는 시민들

한국 전쟁 이후 김일성은 정적들을 숙청하며 수령 중심의 독재 체제를 확립하였다. 김일성 집권기에는 1950년대 한국 전쟁으로 피폐해진 국토를 재건하기 위해 천리마운동 등을 전개하였고, 1960년대 후반부터는 4대 군사 노선을 채택하여 군수 공업 발전에 박차를 가했다. 이 시기 1·21 사태, 푸에블로호 피랍 사건, 울진·삼척 무장 공비 침투 사건 등 대남 도발이 빈번하게 발생하며 한반도의 군사적 긴장이 고조되었다. 1972년에는 사회주의 헌법을 제정하고 주체사상을 통치 이념으로 규범화하며 김일성 유일 지배 체제를 강화했다. 1994년 7월 8일 김일성이 사망한 후, 그의 아들 김정일이 권력을 승계하였다. 
김정일 집권 초기에는 고난의 행군이라 불리는 극심한 경제난을 겪었으며, 2002년에는 7.1 경제관리개선조치를 통해 부분적인 경제 개혁을 시도하기도 했다. 또한, 1950년대부터 시작된 핵 개발은 2000년대 들어 본격화되어 2006년 10월 9일 1차 핵실험을 단행하는 등 핵 능력 고도화에 주력했다. 2011년 12월 17일 김정일이 사망하면서, 그의 셋째 아들 김정은이 최고지도자 자리에 올랐다. 
김정은 집권 이후 북한은 '우리식 경제관리방법' 도입 등 시장 친화적인 경제 개혁 조치를 시행하며 경제 활성화를 모색하고 있다. 대외적으로는 핵·미사일 개발을 지속하며 국제사회의 제재를 받고 있으나, 2018년 남북정상회담을 통해 한반도 평화 분위기가 조성되기도 했다. 그러나 2019년 하노이 북미정상회담 결렬 이후 핵·미사일 능력 진전을 다시 추진하고 있으며, 2020년대 들어서는 신냉전 구도와 다극화 추세를 활용하여 러시아 등 비서방 국가들과의 외교 관계를 강화하고 있다.

## 역대 국가

### 고대
- 고조선
- 위만조선
- 한사군
- 행인국
- 해두국
- 비류국
- 조나국
- 부여
- 옥저
- 동예
- 삼한 (마한-진한-변한)
- 고구려
- 백제
- 신라
- 가야 연맹
- 탐라국
- 우산국(우산국-우산도)

### 중세
- 신라
  - 보덕국
- 발해
- 정안국
- 후삼국 시대 (후고구려-후백제)
- 고려

### 근세~근대
- 조선
- 대한제국
- 대한민국 임시정부

### 현대
- 대한민국
- 조선민주주의인민공화국

## 참고 문헌
- 이 문서에는 다음커뮤니케이션(현 카카오)에서 GFDL 또는 CC-SA 라이선스로 배포한 글로벌 세계대백과사전의 〈한국의 역사〉 항목을 기초로 작성된 글이 포함되어 있습니다.
- 강만길, 한국사 연표 1, 한길사, 1995, ISBN 89-356-0094-6
- 강만길, 한국사 연표 2, 한길사, 1995, ISBN 89-356-0095-4

## 같이 보기
- 한국의 역사학
- 한국사능력검정시험
- 한국사 (교과목)
- 동북아역사재단
- 한국사의 오류와 진실
- 한국의 독립운동
- 드라마로 보는 역사

### 역사 일반
- 《한국사 - 1.총설》, 국사편찬위원회, 2002
- 국사 편찬 위원회 : 한국사에 관한 정보를 수집, 정리, 편찬하는 국가 연구 기관, 소장 자료, 논문, 저서 검색, 한국사 관련 연구 기관. 소장 자료, 논문, 저서 검색, 한국사 관련 안내
- 국사 전자 교과서 : 현직 교사들이 연구.감수하고, 국사편찬위원회가 지원하였다. 2007년 개정된 국사교과서의 내용이 아직 반영되지 않았다.
- 한국 역사 정보 시스템 : 한국사 연표, 한국사 기초 사전 및 신문 자료, 문헌 자료, 문집 등을 제공
- 한국학 중앙 연구원 : 한국 문화 및 한국학 여러 분야에 관한 연구와 교육을 수행하는 연구 기관. 디지털 한국학 개발, 정보 광장, 전자 도서관, 전통 문화 등 수록
- 역사 문제 연구소 : 순수 민간 연구 단체, 근현대사 자료실, 간행물 자료, 한국사 학습 자료 등 수록

### 재단, 기타, 정부 기관
- 고구려 연구재단 : 고구려사를 비롯한 중국의 역사 왜곡에 학술적으로 대응하기 위하여 2004년 설립된 법인. 고구려, 발해를 비롯한 동아시아 역사 관련 자료의 조사, 수집, 정리, 정보화 자료 제공. 2006년 동북아역사재단으로 편입되었다.
- 국가 기록 영상관 : 대한 뉴스, 문화 기록 영화, 대통령 기록 영상 등 멀티미디어 역사 자료 제공
- 국가 문화 유산 종합 정보 서비스[깨진 링크(과거 내용 찾기)] : 국보, 보물, 사적, 명승, 천연 기념물 지정 종목별, 시대별, 지역별, 유형별, 유물 정보, 검색 서비스 제공
- 국가 지식 정보 통합 검색 시스템 : 정보 통신부 제공, 과학 기술, 정보 통신, 교육, 학술, 문화, 역사 등의 포괄적이고 연동적인 학술 데이터 검색
- 국가기록유산 보관됨 2011-07-09 - 웨이백 머신 : 국가적 기록유산의 원본과 원문 열람 서비스 제공